# Gaetano Donizetti

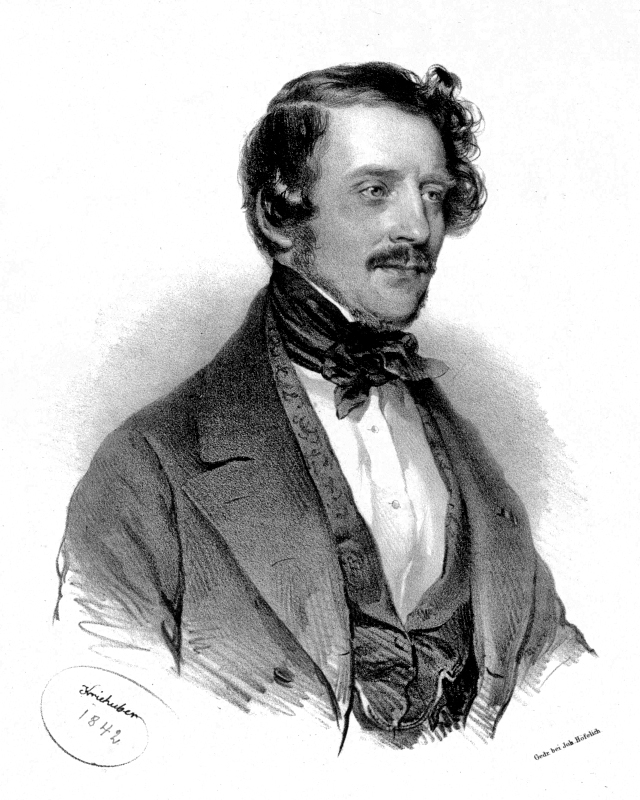
Gaetano Donizetti, Lithographie von Joseph Kriehuber (1842)

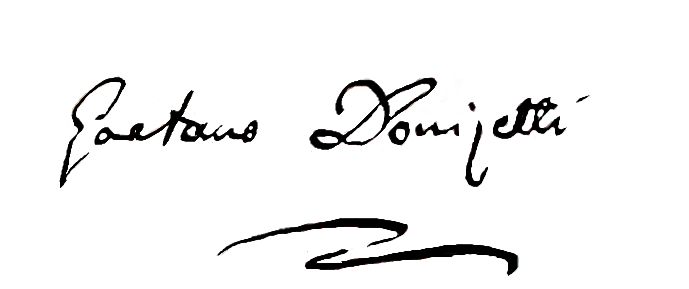

Gaetano Donizetti (Aussprache: [ɡaeˈtaːno donidˈdzeti ː]; eigentlich: Domenico Gaetano Maria Donizetti; * 29. November 1797 in Bergamo (damals: Cisalpinische Republik); † 8. April 1848 ebenda (Kaisertum Österreich)) war ein italienischer Komponist, der zusammen mit Gioacchino Rossini und Vincenzo Bellini zu den bedeutendsten Meistern der sogenannten Belcanto-Oper gehört und auch international einer der erfolgreichsten Opernkomponisten des 19. Jahrhunderts war. Daneben schuf er auch Geistliche Musik, Instrumentalmusik sowie zahlreiche Werke für Gesang und Klavier.
Von seinen etwa 65 bis 70 Opern haben L’elisir d’amore (1832), Lucia di Lammermoor (1835) und Don Pasquale (1843) eine lückenlose Aufführungstradition und gehören zum Standardrepertoire der Opernhäuser weltweit. Seit den 1950er Jahren werden auch seinerzeit vergessene Werke wie Anna Bolena (1830), Lucrezia Borgia (1833), Maria Stuarda (1835), Roberto Devereux (1837), La fille du régiment (1840) und La favorite (1840) einigermaßen regelmäßig wieder aufgeführt.

## Leben

### Jugend
Gaetano war das zweitjüngste Kind von Andrea und Domenica Donizetti. Seine Geschwister waren Giuseppe (1788–1856), der später als Militärkapellmeister eine große Karriere in Konstantinopel machte, sowie Maria Roselinda (1790–1811), Francesco (1792–1848) und Maria Antonia (1795–1823); ein weiteres Mädchen, Maria Rachele, kam 1800 zur Welt, überlebte jedoch sein erstes Lebensjahr nicht. Die Eltern waren arm und lebten mit ihren Kindern im Haus Nummer 10 im sogenannten Borgo Canale, einem Viertel außerhalb der venezianischen Stadtmauern von Bergamo, in zwei dunklen, hangwärts und unterhalb des Straßenniveaus gelegenen Souterrain-Räumen. Im selben Haus sowie nebenan wohnten auch Verwandte der Donizettis mit deren Familien: eine mit einem Musiker verheiratete Halbschwester und ein Bruder des Vaters. Es ist nicht bekannt, womit der Vater zur Zeit von Gaetanos Geburt den Lebensunterhalt verdiente – eventuell als Weber oder Schneider –, 1808 arbeitete er als Pförtner des städtischen Pfandhauses, des Monte di Pietà, das der Familie eine neue Wohnung zur Verfügung stellte. Die Mutter und die Schwestern von Gaetano arbeiteten als Näherinnen.

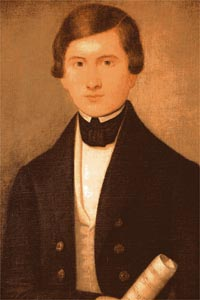
Jugendbildnis von Donizetti

Zu seiner ärmlichen Herkunft und seinen Eltern hatte Donizetti zeit seines Lebens ein etwas zwiespältiges Verhältnis. Das mag zum Teil daher rühren, dass es für seinen Vater unvorstellbar war, sein Sohn könne einmal Opernkomponist und seine Werke in Neapel oder Wien gespielt werden. Zwar unterstützte Donizetti seine Eltern später finanziell und informierte sie über seine Heiratspläne mit der wohlhabenden Bürgerstochter Virginia Vasselli aus Rom, doch über die eigentliche Hochzeit (1. Juni 1828 in Rom) wurden sie erst nachträglich informiert und Virginia lernte seine Eltern anscheinend nie kennen, obwohl Donizetti seinen Vater durchaus nach Rom oder Neapel einlud.
Im April 1806 besuchte der achtjährige Donizetti erstmals die Lezioni Caritatevoli di Musica, eine Musikschule für Knaben aus ärmlichen Verhältnissen in Bergamo, die der erfolgreiche Opernkomponist Simon Mayr, damals Kapellmeister der Basilika Santa Maria Maggiore, 1805 ins Leben gerufen hatte. Hier bekam Donizetti seinen ersten Unterricht in Stimmbildung bei Francesco Salari (1751–1823) und „clavicembalo“ bei Antonio Gonzales (1764–1830), dem Organisten von Santa Maria Maggiore, und später in Musiktheorie und Komposition bei Mayr persönlich. Hinzu kamen Komplementärfächer wie Grammatik, Arithmetik, Geschichte, Geografie, Mythologie und Dichtung. Obwohl diese Ausbildung immer wieder wegen seiner nicht besonders guten Gesangsstimme in Frage gestellt wurde, blieb er neun Jahre lang unter den Fittichen von Mayr, der die große musikalische Begabung des Jungen erkannte und so gut wie möglich förderte. Donizetti dankte ihm das mit einer lebenslangen Anhänglichkeit und nannte Mayr seinen „zweiten Vater“.
Im September 1811 gab Mayr dem Dreizehnjährigen die bezeichnende Titelrolle in der Farsa Il piccolo compositore di musica („Der kleine Musik-Komponist“), wo Donizetti u. a. einen selbstkomponierten Walzer vortragen durfte. 1814 sang der Sechzehnjährige als zweiter Bassbuffo im Teatro della Società und gelegentlich Bass-Solopartien in den Messen in Santa Maria Maggiore.
1815 schickte ihn Mayr nach Bologna, wo er – wie vor ihm auch Rossini – unter Padre Stanislao Mattei im Liceo Filarmonico Komposition studierte und zahlreiche liturgische Texte sowie einzelne Opernszenen vertonte. 1816 entstand seine erste einaktige Oper Pigmalione, die jedoch erst 1960 in Bergamo uraufgeführt wurde. Im Alter von zwanzig Jahren kehrte Donizetti Ende 1817 nach Bergamo zurück, wo er in den kommenden Jahren bis 1821 vor allem geistliche Musik komponierte sowie insgesamt 16 Streichquartette für ein „Amateur“-Quartett, bei dem Mayr den Part der Viola spielte.

### Frühe Schaffensphase

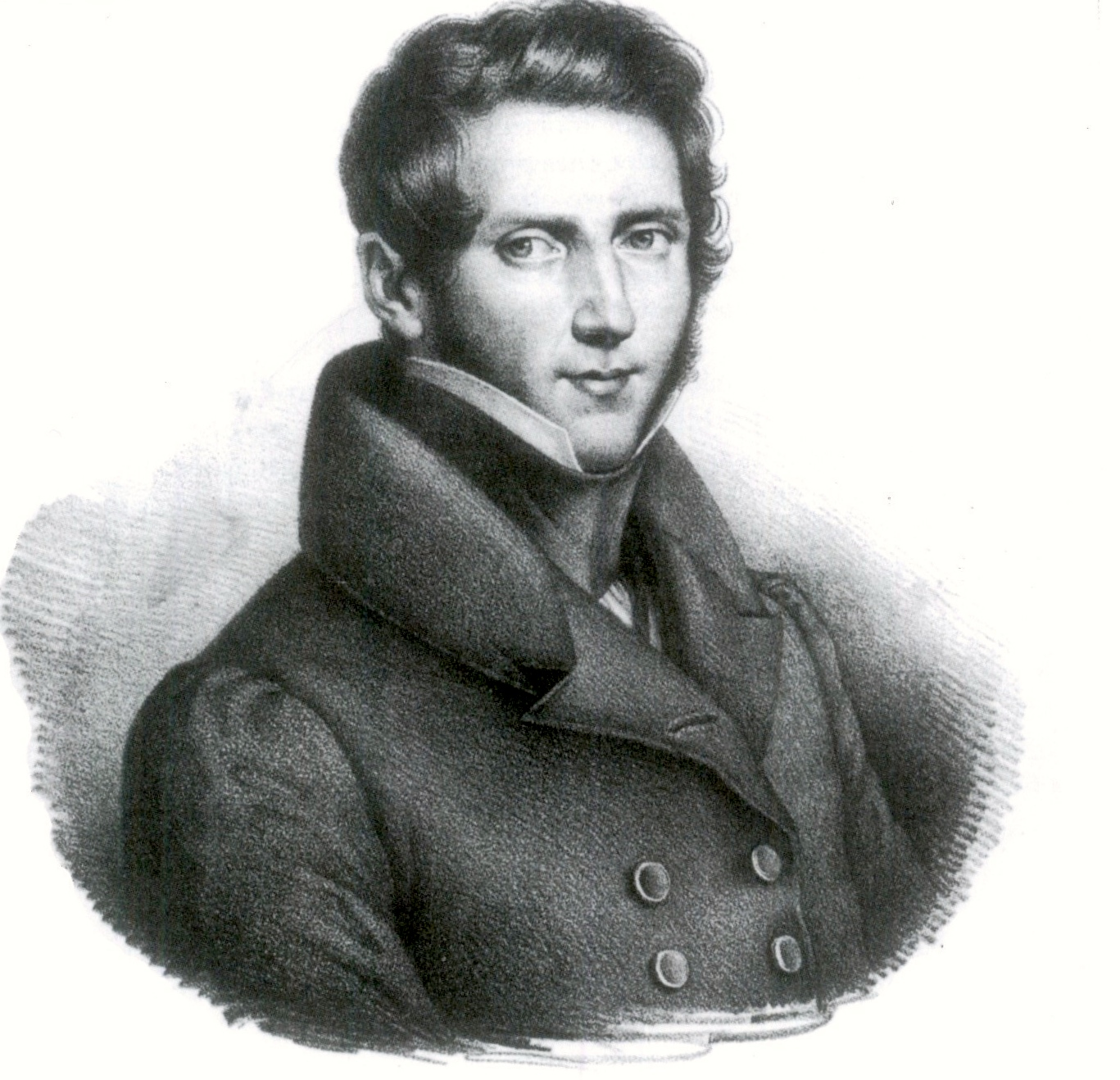
Donizetti als junger Komponist (1820er Jahre)

Durch Mayrs Vermittlung brachte er 1818 am venezianischen Teatro San Luca (dem heutigen Teatro Goldoni) seine Semiseria-Oper Enrico di Borgogna zur Aufführung und gab damit sein Debüt als Opernkomponist. Das Textbuch stammte von Bartolomeo Merelli, einem Schulfreund Donizettis. Das Werk gefiel immerhin so, dass es dem jungen Komponisten mehrere Folgeaufträge für die gleiche Compagnie des Impresarios Paolo Zancla einbrachte: Eine nicht erhaltene farsa namens Una follia für dasselbe venezianische Theater, sowie die Opern Le nozze in villa (Mantua, 1819) und Il falegname di Livonia, ossia Pietro il Grande, kzar della Russie (dt. „Der Zimmermann von Livland oder Peter der Große, Zar von Russland“; Venedig, Teatro San Samuele, 1819), welch letztere ihm einen Achtungserfolg einbrachte und bis 1827 sieben Inszenierungen erlebte – es handelt sich um denselben Stoff wie in Lortzings Zar und Zimmermann (1837).
Mit dem Melodramma eroico Zoraida di Granata, das am Teatro Argentina in Rom, am 28. Januar 1822, uraufgeführt wurde, konnte Donizetti sich als Hoffnungsträger der italienischen Opera seria etablieren. Er freundete sich zu dieser Zeit mit dem Librettisten Jacopo Ferretti und mit Antonio Vasselli (1793–1870, genannt Toto) an, einem Wundarzt beim Militär aus einer vornehmen römischen Advokatenfamilie, mit dem ihn ab 1821 eine lebenslange Freundschaft verband.

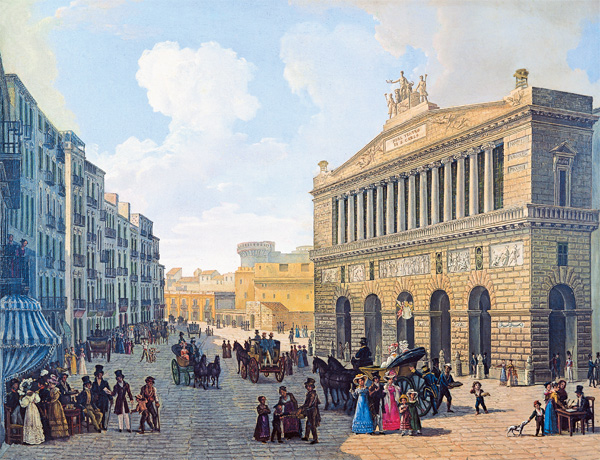
Das Teatro San Carlo in Neapel, um 1830. Hier erlebten 15 Opern Donizettis zwischen 1823 und 1838 ihre Uraufführung, darunter Lucia di Lammermoor (1835) und Roberto Devereux (1837).

Bald darauf zog Donizetti nach Neapel um, das für viele Jahre seine hauptsächliche Wirkungsstätte wurde. Der Impresario Domenico Barbaja machte ihn zum Musikdirektor des populären Teatro Nuovo, an dem ausschließlich Buffa- und Semiseria-Opern nach Art der Opéra comique, mit gesprochenen Dialogen, aufgeführt wurden, bei denen mindestens eine Figur im neapolitanischen Dialekt auftrat. Die erste seiner dortigen Premieren, La zingara (1822), wurde mit leidenschaftlichem Enthusiasmus aufgenommen. Zudem nahm Donizetti auch künstlerische Aufgaben am Teatro San Carlo und am Teatro del Fondo wahr.
Daneben erhielt er auch gelegentlich Opernaufträge aus anderen Gegenden Italiens. Bereits zum Herbst 1822 schrieb er seine erste Oper für die Mailänder Scala, die semiseria Chiara e Serafina, die jedoch kein Erfolg wurde, obwohl sie immerhin 12 Aufführungen erlebte. Diese Oper war auch seine erste Zusammenarbeit mit dem seinerzeit als bedeutendster Librettist Italiens angesehenen Felice Romani. Dieser war allerdings wegen der verworrenen Handlung und wegen seiner notorischen Unpünktlichkeit, mit der er in letzter Minute seine Texte ablieferte, nicht ganz unschuldig an dem Misserfolg, durch welchen Donizetti eine weitere Karriere an diesem wichtigen Opernhaus für einige Jahre versagt blieb.
Seinen ersten großen Erfolg im komischen Genre erlebte er 1824 am Teatro Valle in Rom mit L’ajo nell’imbarazzo, deren Libretto Jacopo Ferretti geschrieben hatte; diese Partitur zeigt auch bereits eine für Donizetti typische Mischung der Buffa-Elemente mit gelegentlichem romantischem Pathos.
1825–26 arbeitete Donizetti für ein Jahr am Teatro Carolino in Palermo, für das er Alahor in Granata schrieb. Diese Zeit in Sizilien gilt als unglücklicher Tiefpunkt in seiner Karriere.

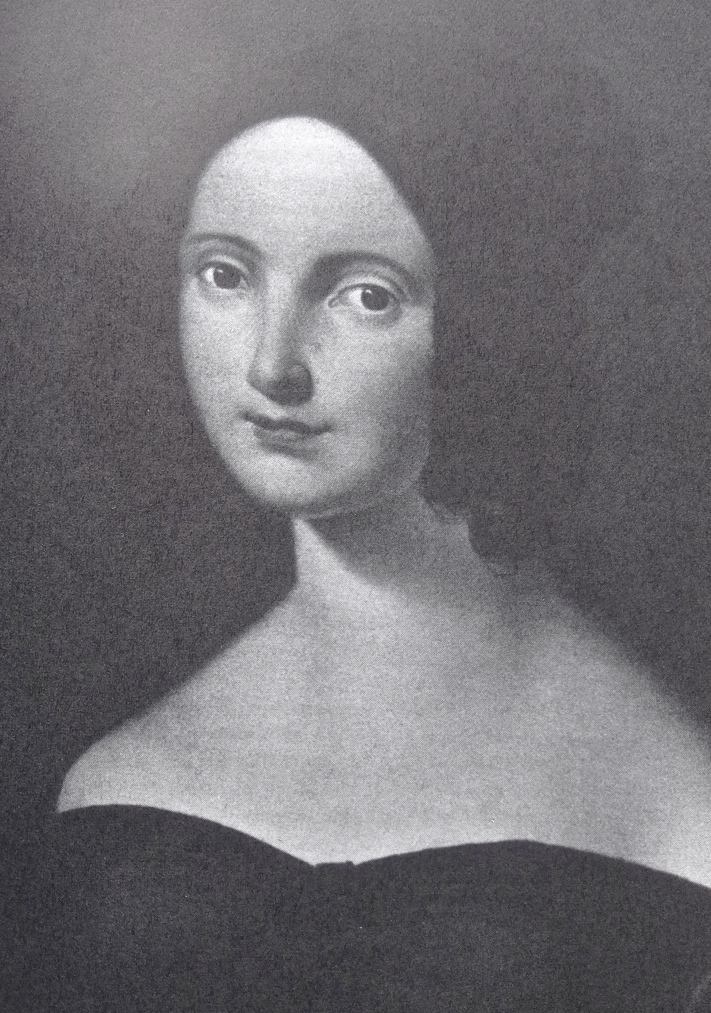
Donizettis Frau Virginia Vasselli

Zurück in Neapel lernte Donizetti im Jahr 1827 nicht nur seinen später langjährigen Librettisten Domenico Gilardoni kennen, mit dem er den gleichen Bühneninstinkt teilte, sondern schloss auch einen neuen Vertrag mit dem Impresario Barbaja, der die Komposition von jeweils vier Opern für die kommenden drei Jahre vorsah. Später entsprachen etwa drei neue Opern pro Jahr dem normalen Schaffensrhythmus Donizettis bis zum vorzeitigen Ende seiner Karriere. Von 1829 bis 1838 war er außerdem Musikdirektor der königlichen Theater von Neapel, also des San Carlo, des Teatro del Fondo und des Teatro Nuovo.
Die ab 1827 meist für Neapel entstandenen Werke trugen Donizetti eine ganze Reihe von Erfolgen ein, darunter die neapolitanische Farsa Le convenienze teatrali (21. November 1827, Teatro Nuovo), das Melodramma eroico L’esule di Roma (1. Januar 1828, Teatro San Carlo) – laut Ashbrook das erfolgreichste Werk überhaupt in der frühen Schaffensphase Donizettis –, sowie das Melodramma semiserio Gianni da Calais (2. August 1828, Teatro del Fondo), dessen Hauptrolle für den berühmten Tenor Rubini kreiert wurde.
Zu den auch später noch recht erfolgreichen Werken dieser Zeit gehört außerdem die Zauberoper Alina, regina di Golconda, die ihre Uraufführung im Mai 1828 in Genua erlebte. Dabei arbeitete Donizetti zum ersten Mal in direkter Konkurrenz zu Vincenzo Bellini. Der reagierte gar nicht amüsiert, als der Primadonna Adelaide Tosi ihre Cabaletta finale in dessen Oper Bianca e Fernando nicht gefiel und sie daraufhin nicht Bellini selber, sondern den ihr aus Neapel bekannten Donizetti um Verbesserungsvorschläge bat.
Am 1. Juni 1828 heiratete Donizetti die 19-jährige Römerin Virginia Vasselli, eine Schwester seines Freundes Toto, die er als Dreizehnjährige kennengelernt hatte. Ein Jahr nach der Hochzeit wurde nach einer schwierigen Schwangerschaft ihr erstes Kind zwei Monate zu früh geboren, und in Donizettis eigenen Worten: „mit einer sehr breiten Ader oben am Kopf, die vom einen zum anderen Ohr über den Schädel lief“; Filippo Francesco starb nach zwölf Tagen. Auch zwei weitere Schwangerschaften scheiterten: Anfang 1836 erlitt Virginia eine Totgeburt und im Juni 1837, sechs Wochen vor ihrem eigenen Tod, eine weitere Frühgeburt, die nur eine Stunde überlebte.
Donizettis neapolitanische Opern dieser Zeit waren die Melodrammi seri Il paria und Il castello di Kenilworth sowie die Farsa Il giovedì grasso (1829), schließlich die „azione tragico-sacra“ Il diluvio universale (1830), die formal an Rossinis Mosè in Egitto anknüpfte. Keines dieser Werke hatte einen anhaltenden Erfolg, und einige zog Donizetti sogar zurück und verwendete Teile der Musik später in anderen Werken.

### Aufstieg zu internationalem Erfolg

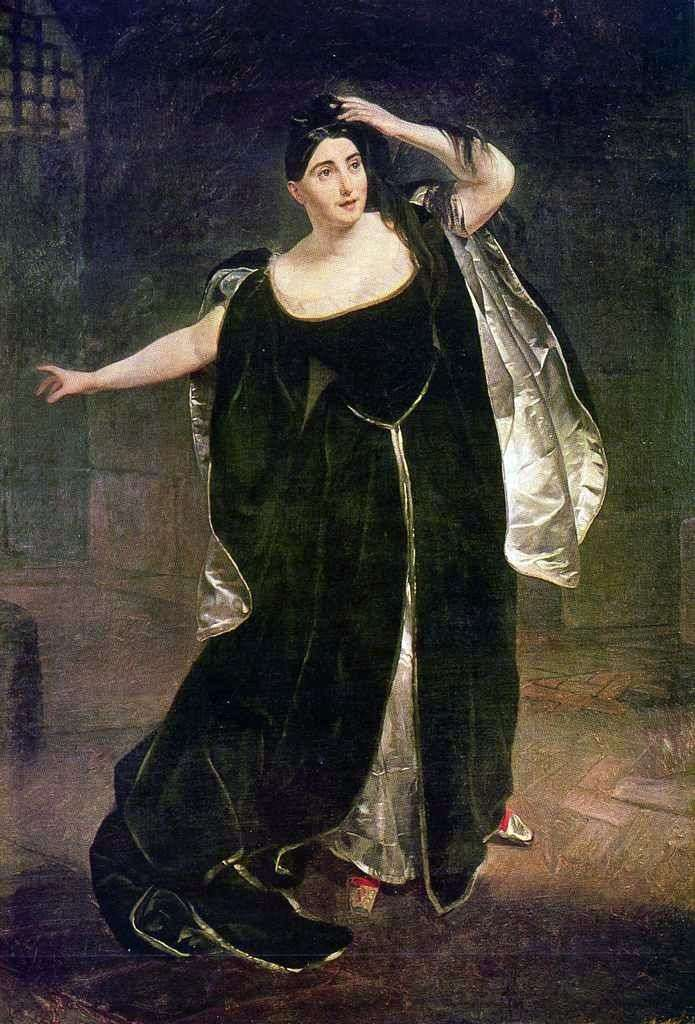
Giuditta Pasta als Anna Bolena in der Mailänder Uraufführung

Als Beginn einer neuen Periode in Donizettis Schaffen wird die tragische Oper Anna Bolena angesehen, die wiederum mit einem Libretto von Romani am 26. Dezember 1830 im Teatro Carcano in Mailand mit großem Erfolg erstmals aufgeführt wurde – in derselben Spielzeit und nur wenige Monate vor Bellinis La sonnambula. In den Hauptrollen sangen Giuditta Pasta und Rubini, die der Oper einige Monate später auch in Paris und London zum Erfolg verhalfen. Dies war Donizettis großer Durchbruch zu internationalem Ruhm.
Unter den zahlreichen Opern, die in den nächsten Jahren nicht nur für Neapel, sondern auch für andere bedeutende Opernhäuser Italiens entstanden, waren einige seiner heute noch berühmtesten Werke, wie das Melodramma giocoso L’elisir d’amore (Mailand 1832) und die Seria Lucrezia Borgia (Mailand 1833), deren virtuose Titelrolle er für Henriette Méric-Lalande komponierte. Auch diese beiden Werke entstanden in Zusammenarbeit mit Felice Romani.
Andere Werke aus dieser Zeit waren im 19. Jahrhundert sehr erfolgreich, sind aber heute fast vergessen, wie die Opera semiseria Il furioso all’isola di San Domingo (Rom 1833), deren Hauptrolle ungewöhnlicherweise für einen Bariton – den später als Verdi-Sänger berühmten Giorgio Ronconi – komponiert ist, oder die beiden Seria-Opern Parisina (Florenz 1833) und Gemma di Vergy (Mailand 1834). Die Titelpartien der beiden letztgenannten Werke sangen in den Uraufführungen die Österreicherin Caroline Ungher bzw. Giuseppina Ronzi de Begnis, denen er auch andere bedeutende Sopran-Partien dieser Jahre auf den Leib schrieb.
Das Jahr 1834 brachte dem Komponisten jedoch auch unangenehme Rückschläge mit der neapolitanischen Zensur, denn seine im Jahr zuvor an der Mailänder Scala uraufgeführte Lucrezia Borgia wurde im Sommer des Jahres wegen des als skandalös empfundenen Librettos verboten, und wenige Monate später wurde auch die Premiere von Maria Stuarda aus ähnlichen Gründen und nach bereits erfolgter Generalprobe kurzfristig abgeblasen; die Oper wurde dann mit anderer Handlung und anderem Titel (Buondelmonte) doch noch uraufgeführt. Mit dem Originallibretto, aber in einer musikalisch etwas veränderten Fassung wurde die Oper erst 1835 an der Mailänder Scala mit Maria Malibran uraufgeführt, verursachte aber auch da aus inhaltlichen Gründen einen Skandal und wurde nach wenigen Aufführungen abgesetzt.
Von Januar bis März 1835 war Donizetti zum ersten Mal – und zur gleichen Zeit wie Vincenzo Bellini – in Paris, um dort am Théâtre-Italien seinen Marin Faliero auf die Bühne zu bringen; diese Oper war im Gegensatz zu Bellinis I puritani nur ein lauer Erfolg, aber trotzdem wurden beide Komponisten mit einer Ernennung zum Chevalier der Légion d’honneur geehrt.

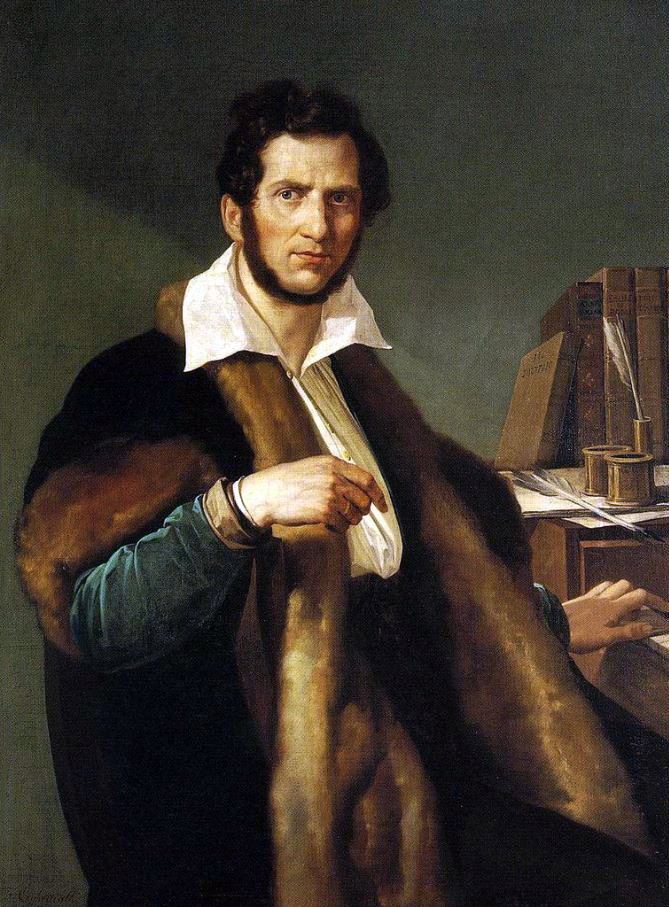
Gaetano Donizetti am Klavier beim Komponieren, Porträt von Francesco Coghetti, 1837

Zurück in Neapel, arbeitete Donizetti zum ersten Mal mit Salvadore Cammarano zusammen, der zu seinem bevorzugten Librettisten der kommenden Jahre wurde. Das gemeinsame „dramma tragico“ Lucia di Lammermoor (UA: 26. September 1835) – mit Fanny Persiani und dem französischen Tenor Gilbert Duprez in den Hauptrollen – war ein triumphaler Welterfolg und ist eins der größten Meisterwerke der romantischen Belcanto-Oper. Da die Uraufführung nur drei Tage nach dem frühzeitigen Tod seines größten und von ihm bewunderten Konkurrenten Vincenzo Bellini († am 23. September 1835) stattfand – was zu diesem Zeitpunkt in Neapel noch niemand wusste –, war Donizetti nun außerdem der führende lebende Opernkomponist Italiens. Donizetti war jedoch ehrlich betroffen über Bellinis Tod und komponierte ein Lamento per la morte di Bellini für Sopran und Klavier (gewidmet Maria Malibran) sowie eine Messa di Requiem (Donizetti).
Von Ende 1835 bis Sommer 1837 hatte Donizetti zahlreiche Todesfälle zu verkraften: In dieser Zeit starben innerhalb von drei Monaten (Dezember 1835 bis Februar 1836) seine Eltern und eine zu früh geborene Tochter, am 13. Juni 1837 ein weiteres neugeborenes Kind, und schließlich am 30. Juli 1837, sechs Wochen nach ihrer letzten Niederkunft und während einer Cholera-Epidemie, auch seine Frau Virginia Vasselli im Alter von nur 28 Jahren. Das war für den Komponisten ein harter Schlag und führte zu Gefühlen von Einsamkeit, Verlassenheit und Verlust des Lebenssinns. In dieser Zeit war Donizetti mit der Komposition von Roberto Devereux beschäftigt. In einem möglichen Zusammenhang mit seinen persönlichen Trauergefühlen könnte ein plötzlich wiedererwachtes, auffälliges Interesse an geistlicher Musik stehen: im selben Jahr komponierte er ein Miserere in g-Moll, das er Papst Gregor XVI. widmete, zwei Requiems (für Zingarelli und Abt Fazzini) und die Messa di Gloria e Credo in c-Moll.
Donizetti war inzwischen 1834 zum Kapellmeister und Lehrer für Komposition am Konservatorium zu Neapel ernannt worden und erhielt 1836 auch die Professur für die Lehre des Kontrapunktes. Nach Niccolò Antonio Zingarellis Tod 1837 war er ein Kandidat für den Posten des Direktors der Anstalt – er bekam diesen jedoch nicht und gab seine Stellung am Konservatorium 1838 auf, um zum zweiten Mal sein Glück in Paris zu versuchen; zudem wollte er auf diese Weise der lästigen Zensur entgehen. Immerhin musste er noch kurz vor seiner Abreise nach Frankreich erleben, dass auch sein mit großer Sorgfalt komponierter Poliuto kurz vor der Uraufführung in Neapel verboten wurde, diesmal wegen der religiösen Handlung.

### Zwischen Paris, Wien und Italien

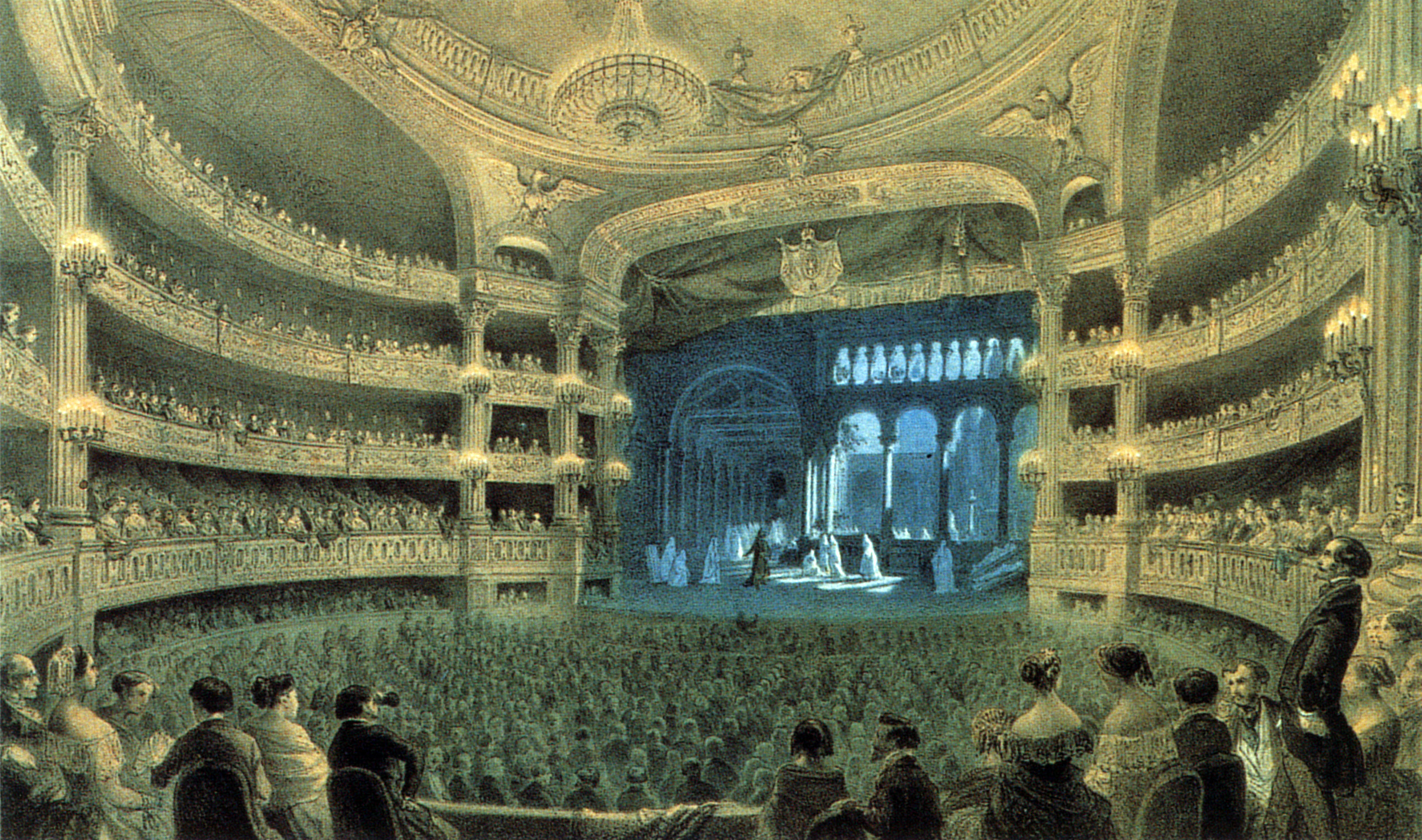
Die Salle Le Peletier in Paris, um 1840. Hier wurden Donizettis Grand opéras Les martyrs, La favorite und Dom Sébastien uraufgeführt.

Nachdem er bereits monatelang in Verhandlungen mit dem Direktor der Pariser Oper, Charles Duponchel, gestanden hatte, begab sich Donizetti im Oktober 1838 nach Paris und fand in den nächsten Jahren sowohl an der Académie Royale de Musique mit dem zu Les martyrs (UA: 10. April 1840) überarbeiteten Poliuto, und mit La favorite (UA: 2. Dezember 1840), als auch an der Opéra-Comique mit La fille du régiment (UA: 11. Februar 1840) enthusiastischen Beifall, wenn auch nicht immer bereits bei den ersten Aufführungen. Daneben brachte er an verschiedenen Pariser Theatern auch ältere, aber in Frankreich bis dahin noch nicht bekannte Werke, wie L’elisir d’amore, Roberto Devereux und Lucrezia Borgia am Théâtre-Italien, oder eine französische Fassung von Lucie de Lammermoor am Théâtre de la Renaissance, heraus. Diese „Omnipräsenz“ brachte ihm nicht nur Erfolge, sondern auch den Neid seiner französischen Kollegen ein und einen besonders giftigen, verbitterten und nationalistisch gefärbten Angriff von Hector Berlioz im Journal des débats (16. Februar 1840): „Monsieur Donizetti scheint uns wie ein erobertes Land zu behandeln; es ist eine regelrechte Invasion. Man kann nicht länger von den Opernhäusern von Paris sprechen, sondern nur noch von Monsieur Donizettis Opernhäusern.“ Berlioz ließ sich soweit hinreißen, dass er Donizetti zu Unrecht des Plagiats bezichtigte: die besten Teile von La fille du régiment seien angeblich aus Adams Oper Le Chalet geklaut – Donizetti reagierte prompt mit einer öffentlichen Richtigstellung (in: Le Moniteur universel, 18. Februar 1840).
Zusätzlich zu seinen Pariser Verpflichtungen nahm er auch einige Aufträge aus Italien an, so brachte er zu Beginn 1841 in Rom die Oper Adelia zur Uraufführung, und, nach einem weiteren Paris-Aufenthalt, im Dezember desselben Jahres Maria Padilla an der Mailänder Scala, mit Sophie Löwe, Luigia Abbadia, Domenico Donzelli und Ronconi. Dies war Donizettis erster Opernauftrag für die Scala seit dem Skandal um seine Maria Stuarda (1835; siehe oben).

Um diese Zeit ernannte Papst Gregor XVI. Donizetti, vielleicht aus Dank für die Widmung des Miserere g-Moll (von 1837), zum Cavaliere dell’Ordine di San Silvestro (Ritter des Silvesterordens).
Auf seiner Reise von Mailand nach Wien machte er in Bologna halt, wo er auf Wunsch von Rossini die italienischen Erstaufführungen von dessen Stabat mater dirigierte (18., 19. und 20. März 1842). Da es sich um Wohltätigkeitsveranstaltungen handelte, erhielt Donizetti dafür keine Gage, aber Rossini umarmte ihn nach dem dritten Konzert vor dem versammelten Publikum und schenkte ihm vier diamantene Manschettenknöpfe. Rossini versuchte auch Donizetti zu überreden, die Posten als Direktor des örtlichen Liceo Musicale und als Kapellmeister von San Petronio anzunehmen, aber dieser lehnte dankend ab.

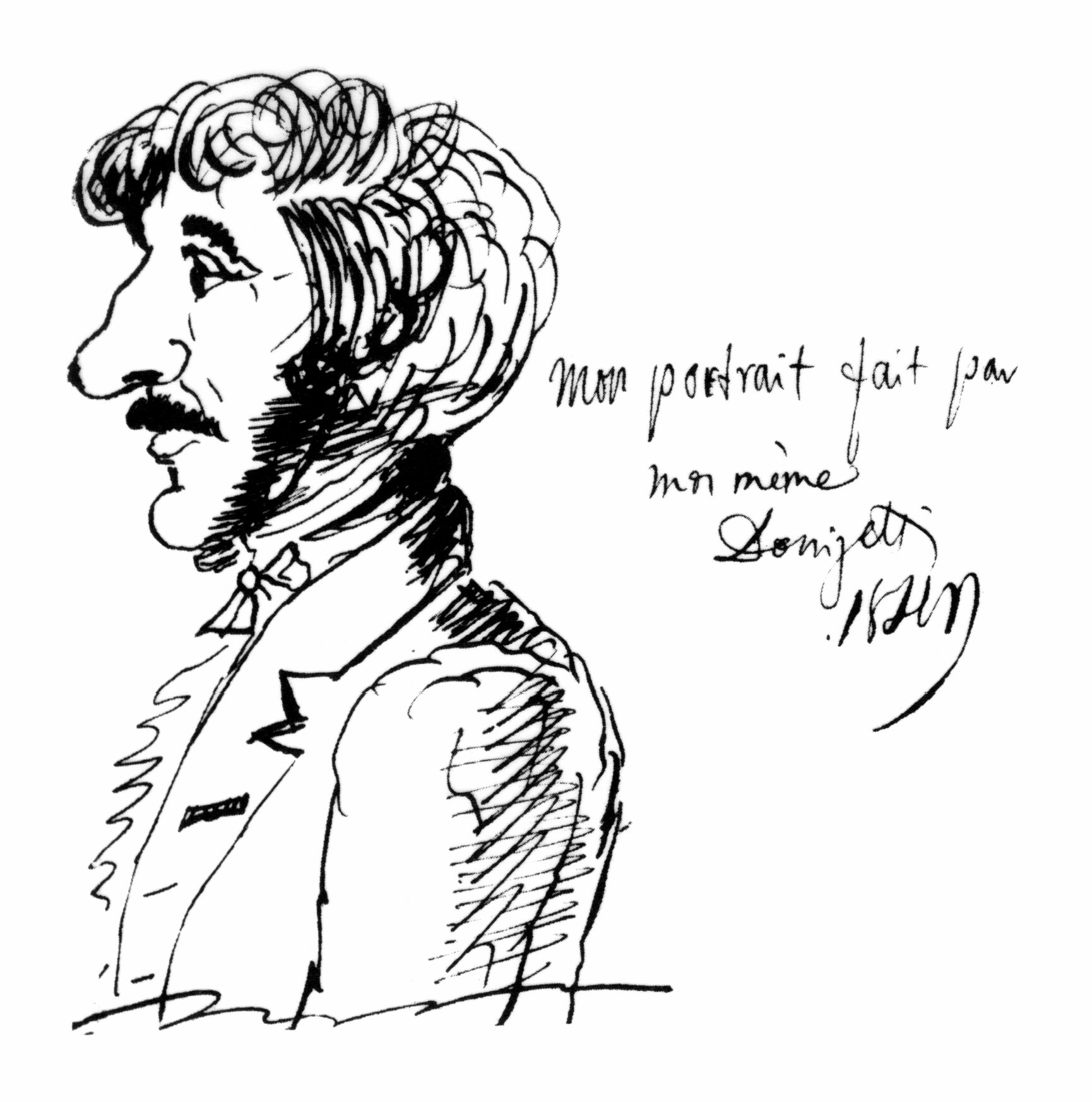
Gaetano Donizetti auf einer selbst gezeichneten Karikatur (1843 ?)

Nachdem Donizetti 1842 Linda di Chamounix für Wien komponiert und die Oper zum größten Enthusiasmus des Publikums dort aufgeführt hatte, nahm er den Posten eines Kammerkapellmeisters und Hofkomponisten von Kaiser Ferdinand I. an. Als Gegenleistung wurde erwartet, dass er etwa sechs Monate im Jahr in Wien anwesend sein, Opern und Konzerte dirigieren und gelegentliche Kantaten komponieren musste; dafür erhielt er ein jährliches Gehalt von 12.000 österreichischen Franken. Donizetti dirigierte in Wien auch Werke anderer Komponisten, wie die Wiener Erstaufführungen von Rossinis Stabat mater (Mai–Juni 1842) und von Verdis Nabucco (April 1843). So verbrachte Donizetti in den folgenden Jahren die erste Hälfte des Jahres in Wien und die restliche Zeit teils in Paris, teils in Italien. Dort wurde seine Karriere am österreichischen Hof allerdings gar nicht begrüßt, sondern fast als eine Art Verrat angesehen.
Während seines dritten Paris-Aufenthalts brachte er im Januar 1843 seinen Don Pasquale zur Uraufführung, mit einer Starbesetzung aus Luigi Lablache, Giulia Grisi, dem Tenor Mario und Antonio Tamburini. Die Oper war eine der letzten Opere buffe überhaupt und wurde zu einem seiner dauerhaftesten Erfolge, auch noch lange nach seinem Tode. Donizetti selber dirigierte auch die Wiener Erstaufführung im Mai desselben Jahres, sowie ebenda im Juni 1843 unter anderem die Uraufführung von Maria di Rohan, die im 19. Jahrhundert ebenfalls zu seinen großen Erfolgen gehörte. Während dieser Zeit entstand auch Caterina Cornaro, die ihre Uraufführung aber erst im Januar 1844 in Neapel erlebte, ausnahmsweise in Abwesenheit Donizettis, der sich zu dieser Zeit bereits zu erschöpft für die weite Reise und die Aufregung fühlte.
Seine letzte Oper war die Grand opéra Dom Sébastien, die am 13. November 1843 in Paris uraufgeführt wurde, mit Gilbert Duprez, Rosine Stoltz, Nicolas-Prosper Levasseur und Paul Barroilhet in den tragenden Partien. Für Donizetti waren die Vorbereitungen zur Oper extrem enervierend, zumal viele Veränderungen ohne seine Einwilligung vorgenommen wurden; verständlicherweise reagierte er mit gelegentlichen Wutausbrüchen, und zeigte auch deutliche Anzeichen von Erschöpfung. Er überarbeitete, kürzte und ergänzte die Oper später für Aufführungen in Wien in deutscher Sprache (EA: 6. Februar 1845), wo sie ein größerer Erfolg wurde als zuvor in Paris.

### Krankheit und Tod
Donizetti berichtete in seinen Briefen über einen langen Zeitraum hinweg, schon seit den 1820er Jahren, immer wieder über Kopfschmerzen, teilweise nur einen Tag dauernde Fieberanfälle und auch über gelegentliche depressive Verstimmungen. Hinzu kamen gelegentliche andere Erkrankungen, so litt er im Frühling 1829 unter „Krämpfen, Gallenbeschwerden, und ... inneren Hämorrhoiden“, die mit „Aderlässen, Bädern, Abführmitteln, einer Diät“ behandelt wurden. Die außergewöhnliche Arbeitsleistung, die er sein ganzes Leben lang vollbrachte, dazu die damals besonders anstrengenden langen Reisen, ganz besonders seit seinem Umzug nach Paris und später nach Wien, führte ab 1842–43 zu vermehrten Symptomen von Erschöpfung. Zu den gelegentlichen Kopfschmerzen und Fieberanfällen gesellten sich Schwindel und ab 1844–45 auch „Sensationen im Kopf“; außerdem litt er zunehmend unter Einsamkeit und Isolierung. Seine vermutlich letzte Komposition war das Offertorium Domine, Dominus noster (1845), das er für die Wiener Hofkapelle schrieb.

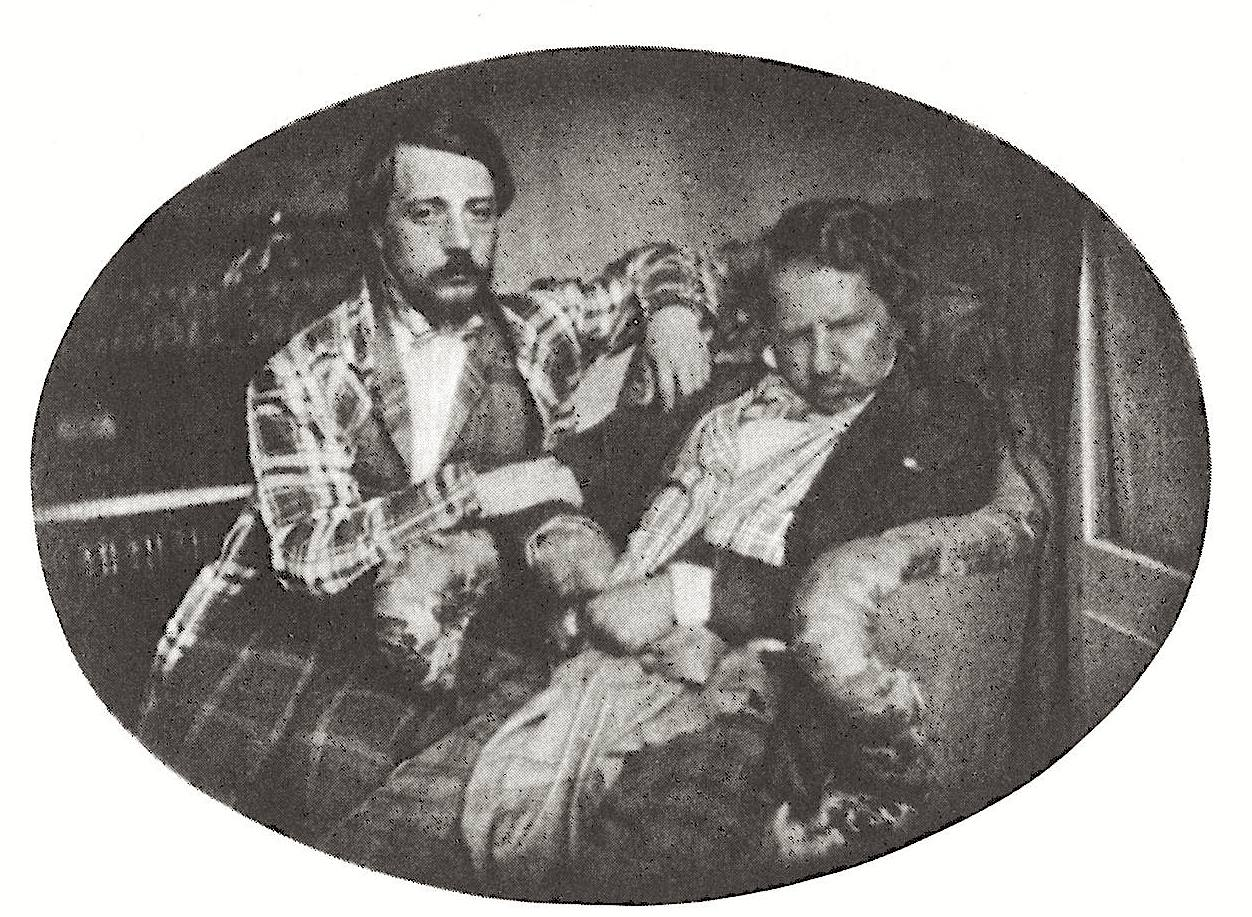
Donizetti mit seinem Neffen Andrea im Jahre 1847

1845 verschlechterte sich Donizettis Gesundheitszustand rapide, er erlitt auf offener Straße in Paris einen Zusammenbruch. Die Ärzte verboten ihm das Komponieren – was ihn noch mehr deprimierte – und er musste vorteilhafte Verträge ablehnen. Sein Zustand verschlechterte sich weiterhin und zu teilweise nächtlichen Schwindelattacken kamen Schwierigkeiten, den Kopf zu bewegen (steifer Nacken; Cervikalsyndrom) und Unsicherheit beim Gehen. Schließlich wurde er unter Vorspiegelung falscher Tatsachen (mithilfe von Lügen), ohne sein Wissen und gegen seinen Willen am 1. Februar 1846 in das Irrenhaus von Ivry-sur-Seine gelockt und zwangsweise dort interniert. Laut Hohenegger stand diese Zwangseinweisung aus Sicht der modernen Medizin in keinem Verhältnis zu den von Donizetti bekannten Symptomen. Der kranke Komponist durchschaute seine Zwangslage als „Gefangener“ und Einstufung als „Wahnsinniger“ schnell und bat in verzweifelten und herzzerreißenden Briefen an Freunde und Verwandte um Hilfe; diese gewünschte Hilfe blieb jedoch aus und er verfiel immer mehr in eine depressiv anmutende Apathie.
In die Angelegenheit kam erst Bewegung, als sich Baron Eduard von Lannoy, ein österreichischer Musikliebhaber und Diplomat, einschaltete, und schließlich gelang es den Angehörigen, Donizetti nach 17 Monaten in Ivry nach Paris in private Pflege zu bringen; eine geplante Ausreise nach Bergamo wurde aber zunächst ärztlicherseits, aber auch aus undurchschaubaren Gründen vom Polizeipräfekten von Paris verhindert. Erst mit Hilfe von diplomatischem Druck vonseiten Lannoys und der österreichischen Botschaft konnte der mittlerweile völlig apathische Komponist Anfang Oktober 1847 von seinem Bruder Francesco und seinem Neffen Andrea nach Bergamo zurückgebracht werden, wo er im Palazzo der Baronin Rosa Rota-Basoni gepflegt wurde. Die Tochter der Baronin, Giovannina, spielte dem Komponisten täglich auf dem Klavier vor und sang Arien aus seinen Werken, sein Freund Dolci sprach mit ihm im bergamaskischen Dialekt und er bekam Besuch von dem Tenor Rubini, doch Donizetti zeigte keine Reaktionen mehr.
Eine Woche nach einem apoplektischen Insult mit Halbseitenlähmung, hohem Fieber und nachfolgenden Infekten starb Donizetti am 8. April 1848 um 17.30 Uhr. Drei Tage später wurde im Beisein von acht Ärzten eine Obduktion vorgenommen, deren Ergebnisse zum ersten Mal 27 Jahre später von Alborghetti und Galli veröffentlicht wurden (Gaetano Donizetti e G. Simon Mayr. Notizie e documenti, Bergamo, 1875, S. 135–136). Die Obduktionsergebnisse zeigten Symptome einer „abgelaufenen“ Gehirnhautentzündung und ein teilweise geschädigtes, entzündetes Rückenmark.
Bei Donizettis Beerdigung wurde sein Sarg durch Bergamo getragen, begleitet von drei Musikkapellen, 400 Fackelträgern und etwa 4000 Menschen.

### Posthume Spekulationen über Donizettis Krankheit

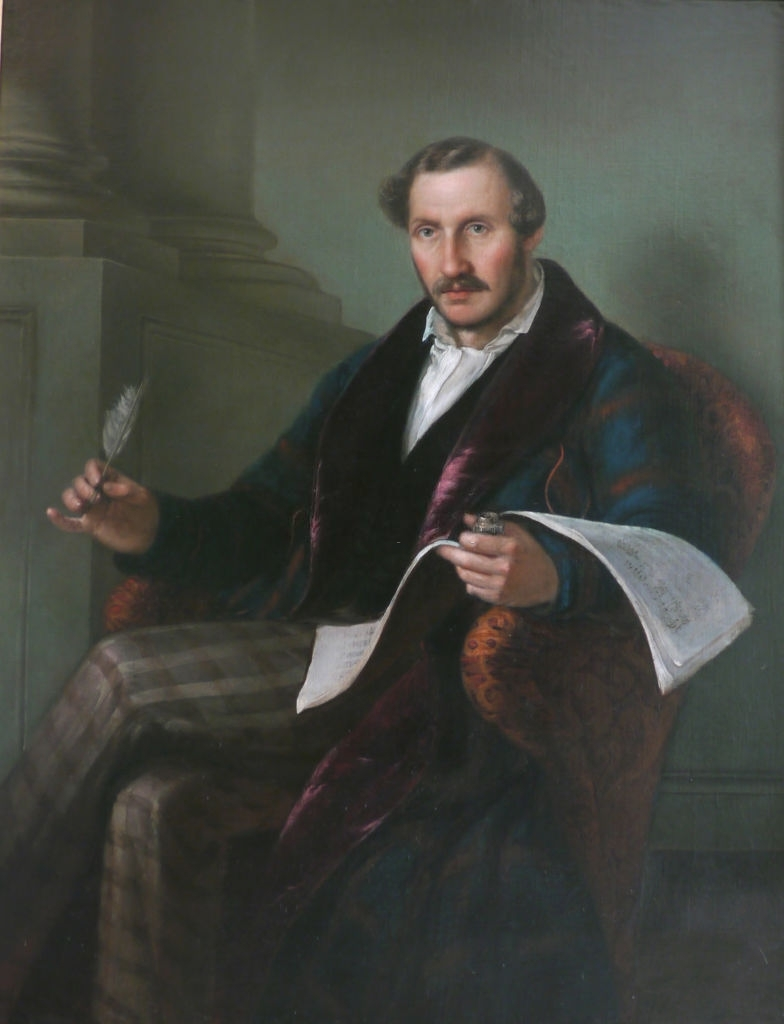
Gaetano Donizetti im Jahr 1848, Gemälde von Giuseppe Rillosi (1811–1880)

Nach einer unbewiesenen und unbeweisbaren Theorie soll Donizetti an einer nicht erkannten und nicht behandelten Syphilis, genauer an Neurolues gelitten haben – einem Krankheitsbild, das zu Donizettis Zeit noch nicht bekannt oder definiert war und zum ersten Mal 1857 (von Esmarch und Jessen) diskutiert wurde. Es handelt sich also um eine postume Diagnose, die zuerst 1887, also Jahrzehnte nach Donizettis Tod, von Cappelli formuliert wurde. Dieser begründete seine These einerseits mit hypothetischen, wissenschaftlich nicht haltbaren Berechnungen bezüglich des Schädelgewichts von Donizetti, aber vor allem mit den drei tot- bzw. zu früh geborenen Kindern des Komponisten.
Die Syphilis-Hypothese wurde, trotz einiger kritischer Stimmen, bis heute von zahlreichen Autoren – darunter auch die Donizetti-Biografen Herbert Weinstock und William Ashbrook – auf jedem nur denkbaren Niveau weiterverbreitet. Hinzu kommen erst recht nicht haltbare Spekulationen über einen angeblichen Zusammenhang zwischen den berühmten Wahnsinnsszenen in einigen von Donizettis Opern und seiner erst wesentlich später ausgebrochenen psychisch-geistigen Erkrankung.
Dabei wies 1998 Maximilian Hohenegger, ehemaliger Professor für Pathologie an der Universität Wien, darauf hin, dass die Syphilis-Theorie, und selbst die Annahme von „Wahnsinn“, nach derzeitigem Wissensstand rein spekulativ und nach wissenschaftlichen Maßstäben nicht haltbar oder zumindest zweifelhaft sind. Als wichtigste Gründe gab Hohenegger an, dass Syphilis erst ab 1905-6 serologisch eindeutig und sicher nachweisbar ist und die Symptome leicht mit denen anderer Krankheiten verwechselt werden können. Andere Befunde, die laut Hohenegger gegen Syphilis sprechen, sind:
- das Fehlen einer fronto-temporalen Hirnatrophie im Obduktionsbefund;
- keine allmählich zunehmende Demenz, stattdessen bis 1845 aus den Briefen und späten Kompositionen hervorgehende hervorragende Intelligenzleistungen;
- keine sicher nachweisbaren Halluzinationen und/oder Größenwahn, stattdessen Einsicht in die Erkrankung und Selbstkritik;
- des Weiteren sind keine Frühsymptome von Lues oder eine entsprechende Therapie bekannt;
- bei den drei früh verstorbenen Kindern Donizettis sind keine schweren, sichtbaren Schäden bekannt, die eindeutig auf einen connatalen Lues hindeuten; und wenn man trotzdem von einem solchen ausginge, müsste die Infektion so früh stattgefunden haben, dass laut Hohenegger die „reiche kompositorische Tätigkeit in den folgenden Dezennien mit Niveauanstieg ... kaum verständlich“ wäre;[94] darüber hinaus sollte darauf hingewiesen werden, dass die Säuglingssterblichkeit im frühen 19. Jahrhundert wesentlich höher war und 3 frühverstorbene Kinder in 9 Jahren Ehe nicht so ungewöhnlich waren, wie dies aus moderner Perspektive erscheint.[95][96]
- hätte eine Syphilis-Infektion dagegen erst zu Beginn der 1840er Jahre in Wien (oder Paris) stattgefunden, wie aufgrund von damaligem, unbewiesenem Gesellschaftsklatsch manchmal vermutet wurde, wäre umgekehrt die „Inkubationszeit zur progressiven Paralyse“ ungewöhnlich kurz gewesen.[97]

### Nach dem Tod

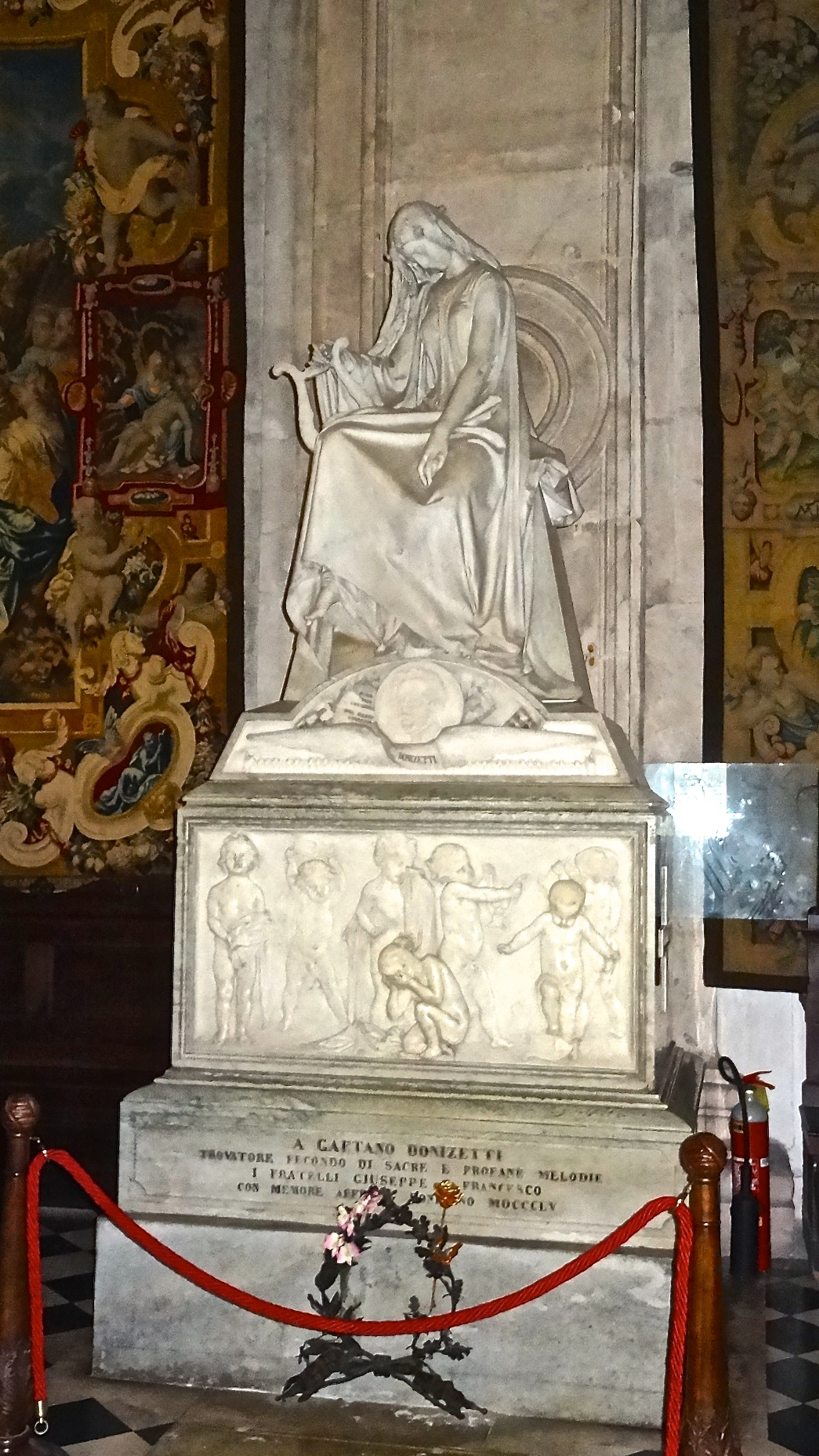
Donizettis Grabmal in Valtesse

Der Sarg Donizettis wurde in Valtesse, einem Vorort Bergamos, in der Familienkapelle des bergamaskischen Adelsgeschlechts der Pezzoli beigesetzt. Als man Donizetti im September 1875 wieder ausgrub, um ihn bei einem für ihn von seinen Brüdern errichteten Denkmal zu bestatten, fehlte sein Schädel. Er wurde in der Hinterlassenschaft eines inzwischen verstorbenen Arztes eines Irrenhauses in der Umgebung gefunden. Da einige Bürger der Meinung waren, der „entweihte“ Schädel dürfe nicht in einer Kirche liegen, brachte man den Kopf in das „Museo donizettiano“. Erst im Mai 1951 wurde der Schädel zum restlichen Skelett gelegt. Donizettis Grab befindet sich in der Kirche Santa Maria Maggiore in Bergamo, unmittelbar neben dem Grabmal seines Lehrers und Förderers Mayr. Donizettis Grabmal wurde von seinen Brüdern in Auftrag gegeben, den oberen und mittleren Teil des Grabmals gestaltete Vincenzo Vela.
1897 entstand im Auftrag der Stadt Bergamo das Marmordenkmal von Francesco Jerace, das neben dem Teatro Gaetano Donizetti an der Via Gennaro Sora aufgestellt wurde.

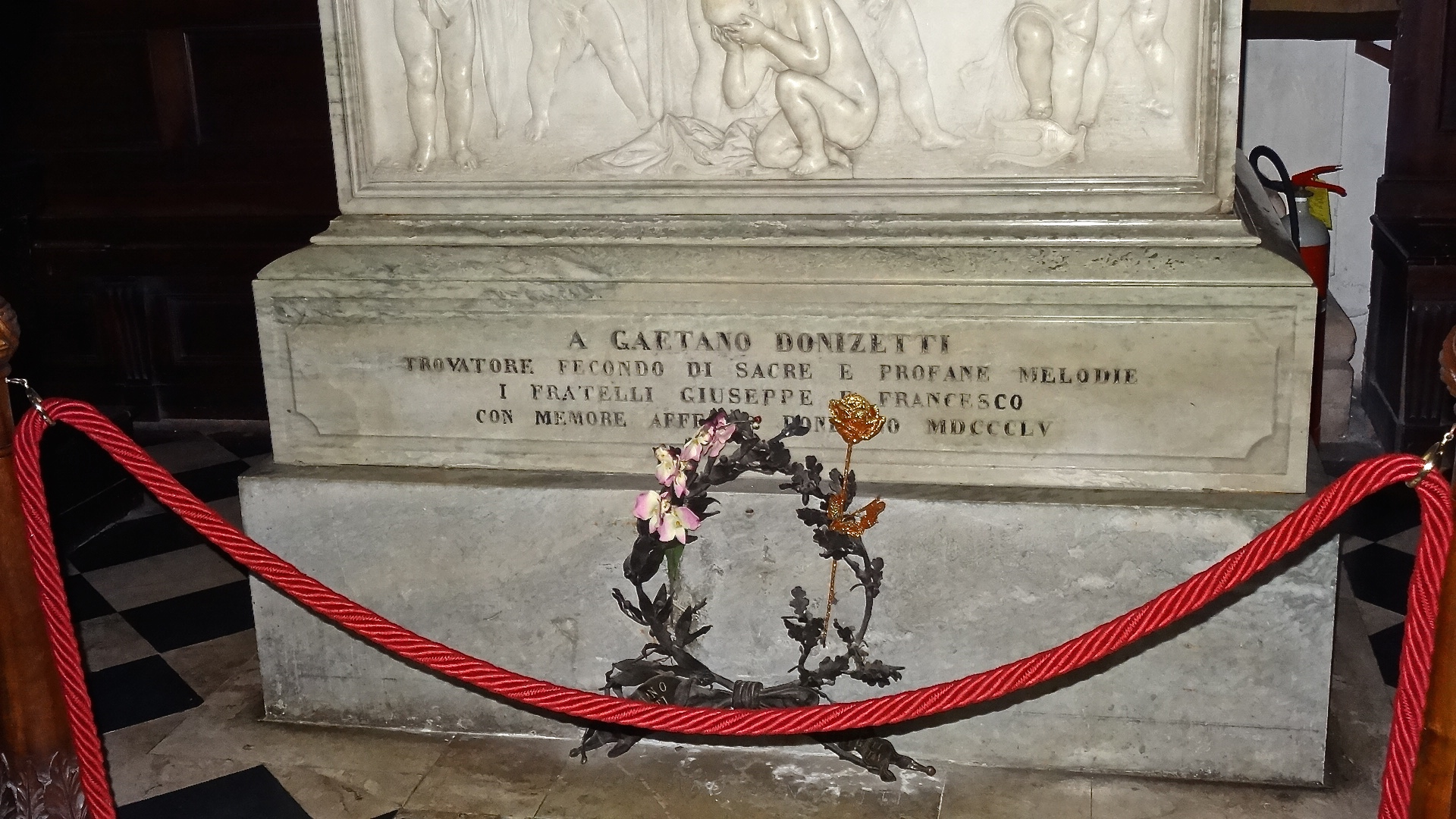
Grabinschrift
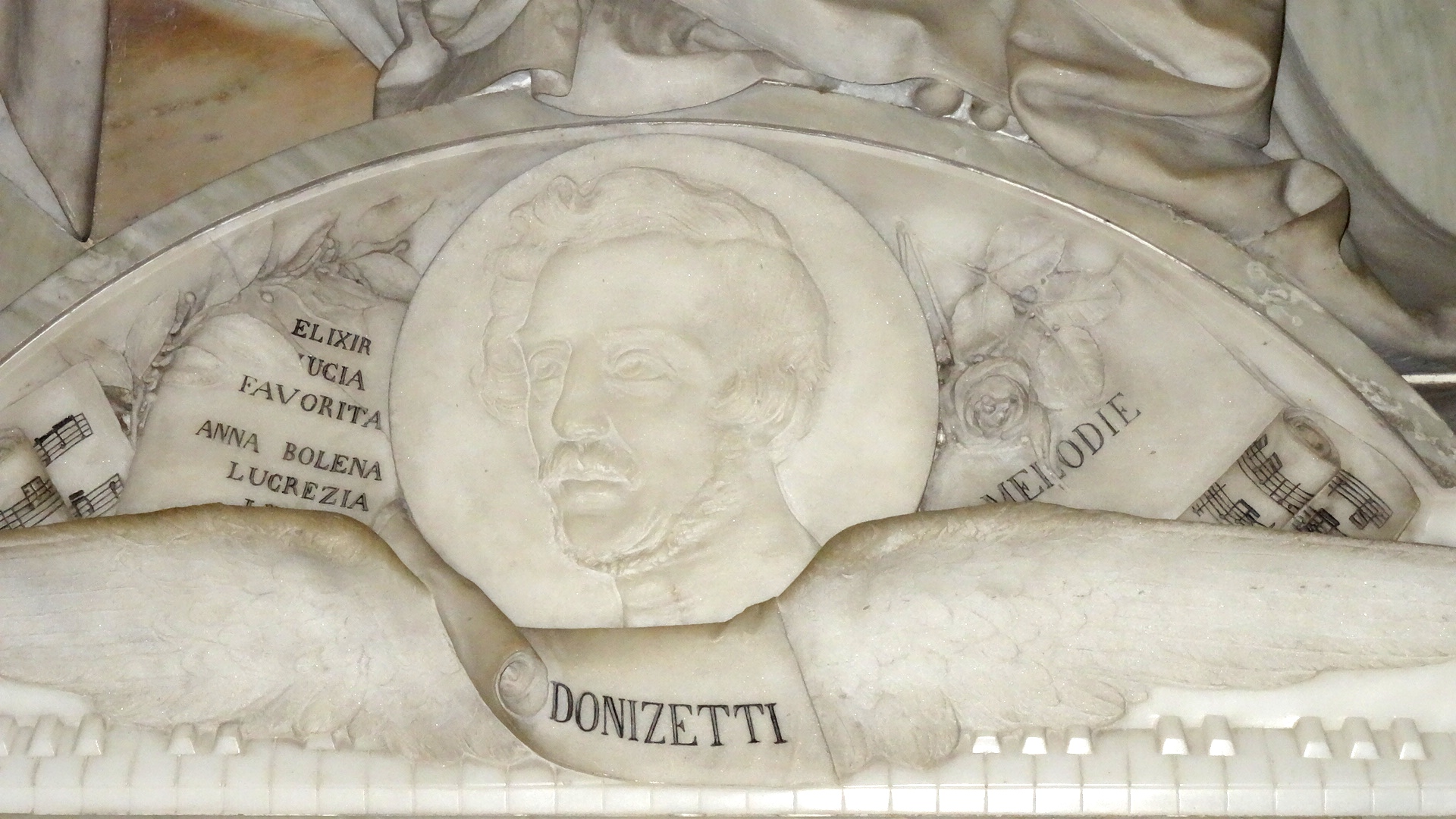
Detail des Grabsteins

## Würdigung

### Die Opern

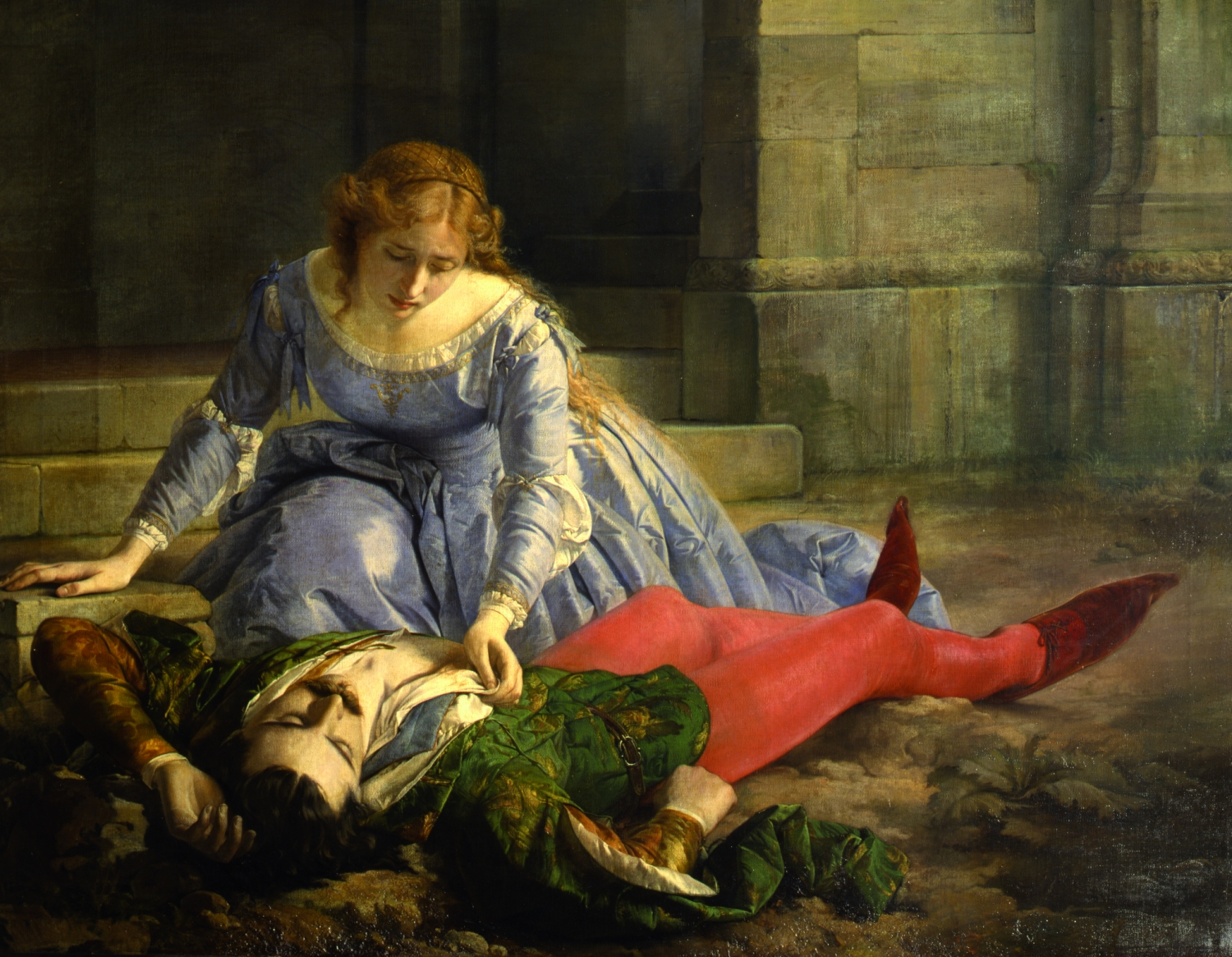
Imelda de’ Lambertazzi von 1830 war Donizettis erste tatsächlich aufgeführte Oper mit einem tragischen, ja tödlichen Finale, wie es für sein weiteres Schaffen und die Romantische Oper typisch werden sollte (Gemälde von Pacifico Buzio, 1864)

Donizettis Opernschaffen ist außerordentlich vielfältig und reicht allein stilistisch von einem spätklassischen Idiom im Frühwerk, das noch Einflüsse von Simon Mayr und Rossini zeigt, bis zur Hochromantik an der Schwelle zu Verdi, welcher Donizetti viel verdankte. Donizetti komponierte – im Gegensatz zu Bellini oder Verdi – außerdem mit großem Erfolg Opern in jedem denkbaren Genre. Allein seine komischen Opern reichen vom typisch neapolitanischen Einakter mit gesprochenen Dialogen (u. a. Le convenienze teatrali (1827), Il campanello und Betly (1836)), über die ausgewachsene zweiaktige Opera buffa mit Secco-Rezitativen (L’elisir d’amore, 1832), bis zum späten Don Pasquale (1843), der ungewöhnlicherweise eine durchkomponierte Orchesterbegleitung aufweist und der französischen Opéra-comique La fille du régiment (1840). Daneben schrieb er mit ebensolchem Erfolg Werke des sentimentaleren Semiseria-Genres (u. a. Gianni da Calais, Linda di Chamounix) sowie zahlreiche Seria-Opern, wobei er im letzteren Bereich gemeinsam mit Bellini zu den Vorreitern des romantischen Melodramma mit einem tragischen, meist tödlichen, Ende gehörte. Seine erste entsprechende Oper mit tödlichem Ausgang war die 1826 „zum eigenen Vergnügen“ komponierte erste Version von Gabriella di Vergy, die nie aufgeführt wurde, das erste tatsächlich aufgeführte Werk mit tödlichem Finale die heute vergessene Imelda de’ Lambertazzi (1830). In seinem internationalen Spätwerk schuf er sogar vier- oder fünfaktige französische Grand opéras (Les martyrs, La favorite, Dom Sébastien) mit großen Chorszenen und Balletten, wobei er nicht nur die fremde Sprache zu meistern hatte, sondern sich auch an die anderen formalen, instrumentalen und teilweise sogar vokalen Traditionen in Frankreich anpasste ohne seinen Personalstil zu verleugnen.
Insbesondere ab Anna Bolena (1830) entwickelte Donizetti sich zum führenden Opernkomponisten der frühen italienischen Romantik, zunächst bis 1835 noch neben und gemeinsam mit Vincenzo Bellini, und nach dessen Tod von 1835 bis zum Ende seiner Karriere 1844–45 in einer Art vielbeneideter „Alleinherrschaft“, die etwas an Rossinis Wirken einige Jahrzehnte zuvor erinnert.
Typisch für diese Epoche allgemein – die sogenannte Belcanto-Oper – und Donizetti insbesondere ist der Primat der Singstimme und der Melodik, der sich die Orchesterbegleitung unterzuordnen hat, und besonders schmelzende Kantilenen von großer Schönheit und Ausdruckskraft. Dies bedeutet allerdings gerade bei Donizetti nicht, dass der Orchestersatz und Instrumentalfarben unwichtig wären, und meistens ist er auch nicht so sparsam wie Bellini in einigen seiner Opern (besonders Norma). In seinen vergleichbaren Werken (Opere serie und semiserie) wirkt Donizettis Stil etwas beweglicher und tendiert etwas mehr zum Dramatischen, seine Melodien sind meistens nicht ganz so lang ausgesponnen, sondern eher aus etwas kürzeren, aber eingängigen Phrasen aufgebaut. Das Gesagte kann jedoch von Oper zu Oper und je nach Phase etwas variieren. Die größte Annäherung an Bellini besteht in der Zeit um 1830 bis 1833.
Ungewöhnlich für einen italienischen Komponisten seiner Generation lernte er früh in seiner Ausbildung durch Mayr auch Werke von Haydn und Mozart kennen, woraus von vornherein ein etwas anderer Umgang vor allem mit dem Orchesterklang resultierte, als bei seinen italienischen Kollegen. Da seine Karriere auf dem Höhepunkt von Rossinis Popularität begann und er außerdem ab 1822 in dessen ehemaliger Hochburg Neapel wirkte, musste sich der nur fünf Jahre jüngere Donizetti geradezu zwangsläufig auch in den frühen bis mittleren 1820er Jahren dem Publikumsgeschmack anpassen, der unter anderem in einer Vorliebe für virtuosen Koloraturgesang in allen Stimmlagen bestand. Dabei ist jedoch bei Donizetti eine stete Entwicklung zu erkennen, in der er seinen Personalstil, der zu einem romantischeren Lyrismus und tragischer Dramatik tendierte, immer deutlicher ausprägte und keineswegs nur Rossini-Floskeln imitierte.

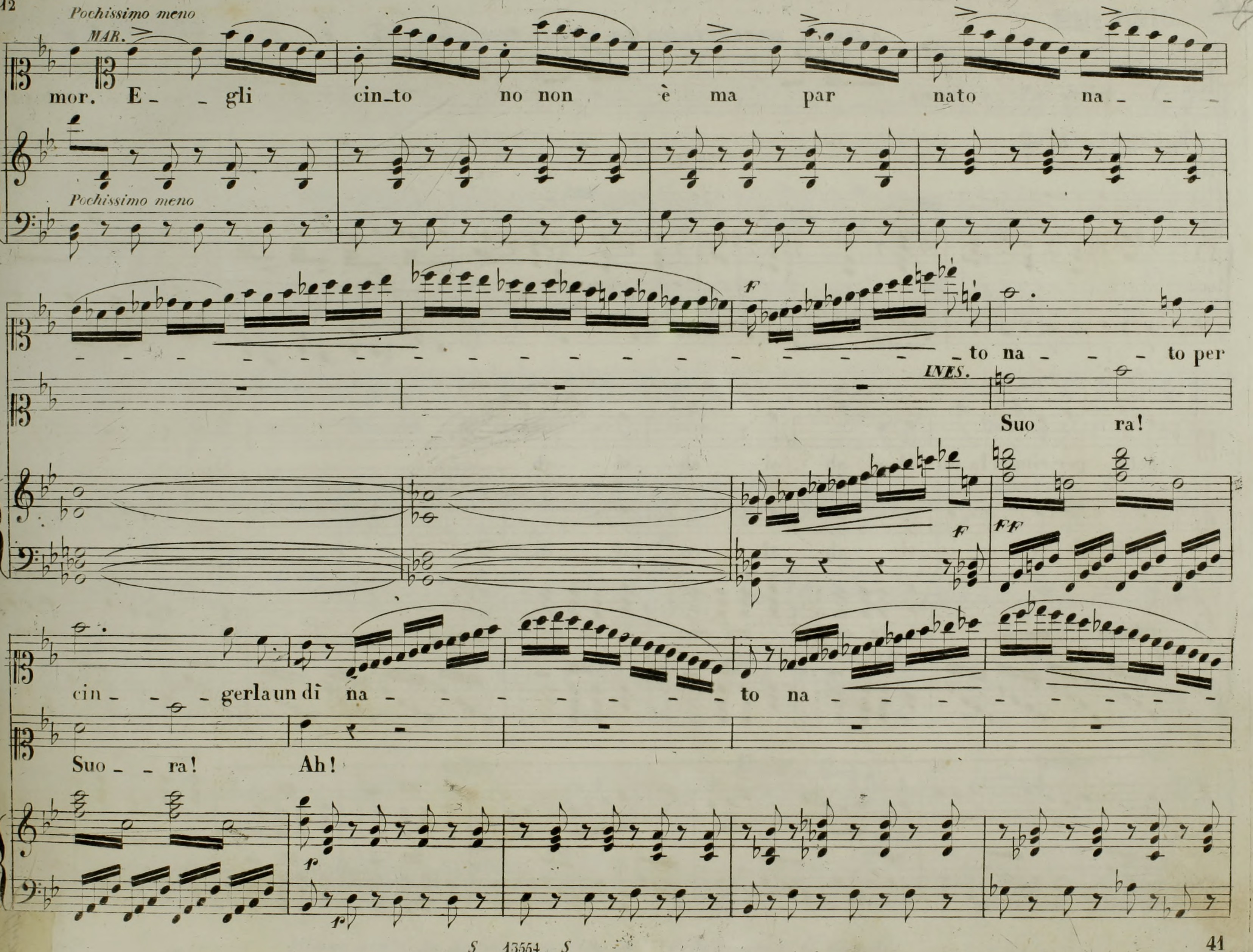
Beispiel für virtuosen Bravourgesang: Ausschnitt aus der Auftrittsarie der Maria in Donizettis Maria Padilla (1841)

Ab den späten 1820er Jahren – besonders auffällig bereits in L’Esule di Roma (Januar 1828) – reduzierte er die Fiorituren besonders in den Männerstimmen, während die Frauenstimmen weiterhin meist virtuos geführt wurden, wobei die Verzierungen jedoch nun stärker in den Dienst des Ausdrucks gestellt werden. Die unterschiedliche Behandlung der Frauen- und Männerstimmen und die Zusammenarbeit mit außergewöhnlichen Sängerinnen vom Typus des dramatischen Koloratursoprans führten geradezu zwangsläufig zu einigen besonders gelungenen Beispielen der sogenannten „Primadonnenoper“ (u. a. Sancia di Castiglia, Lucrezia Borgia, Gemma di Vergy, Lucia di Lammermoor, Roberto Devereux), ohne dass die anderen Charaktere dabei zwangsläufig uninteressant wären. Daneben entstanden auch Opern, bei denen die seconda donna so stark aufgewertet ist, dass man beinahe von zwei Primadonnen sprechen kann, was unter anderem zu besonders interessanten und teilweise dramatischen Duetten für zwei Soprane führte (z. B. in Elisabetta al castello di Kenilworth, Anna Bolena, Maria Stuarda, Maria Padilla).

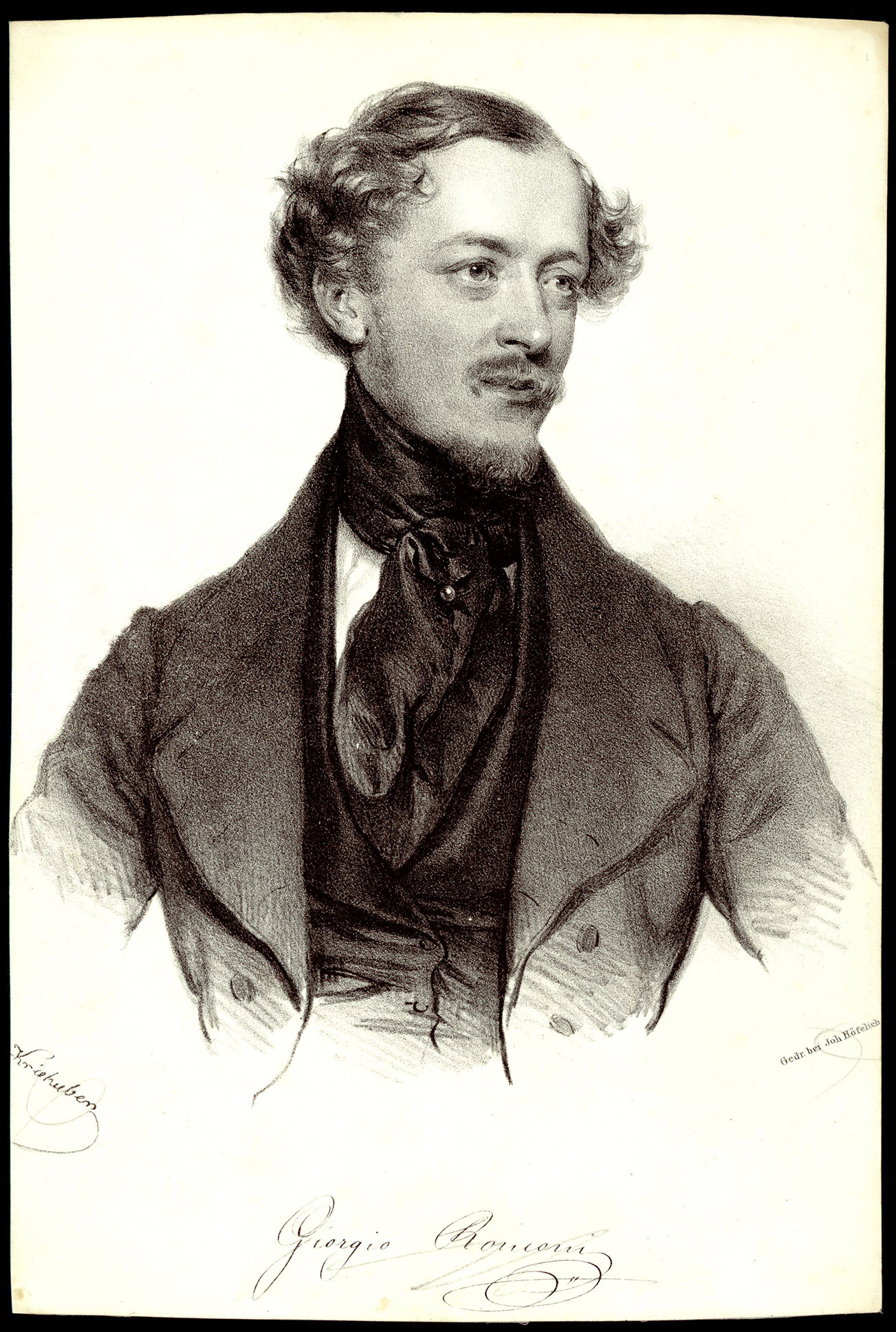
Für Giorgio Ronconi schrieb Donizetti einige Hauptrollen für Bariton.

Da es zu seiner Zeit noch keine so eindeutige Zuordnung von Stimmlagen zu den Charakteren gab wie in der späten Romantik bei Verdi, konnte Donizetti bei Gelegenheit seiner Vorliebe für die Baritonstimme (zu seiner Zeit noch synonym mit Basso cantante) nachgeben, die wohl auch seiner eigenen Stimmlage entsprach. So ist bereits in Alina, regina di Golconda (1828) der Liebhaber Volmar ein Bariton, während der Tenor Assan der Bösewicht ist; in Il furioso all’ isola di San Domingo und in Torquato Tasso (beide 1833) (urspr. für Giorgio Ronconi) und in Belisario  (1836) ist die männliche Haupt- bzw. Titelrolle mit Bariton besetzt, und auch in späteren Opern finden sich Beispiele für die besonders liebevolle Behandlung dieser Stimmlage (u. a. in Maria Padilla, La favorite, Dom Sébastien).
Viel wurde über Donizettis legendäre Leichtigkeit und Schnelligkeit im Komponieren geschrieben, die ihm nicht selten, aber zu Unrecht, negativ ausgelegt und mit Oberflächlichkeit gleichgesetzt wurde. Dabei müssen allerdings auch die Gegebenheiten des damaligen italienischen Opernbetriebs berücksichtigt werden, wo es in den 1820er und -30er Jahren noch völlig normal war, wenn ein Komponist 3 oder 4 Opern im Jahr ablieferte. Die Praxis des vier Jahre jüngeren und als besonders langsam bekannten Vincenzo Bellini, der auf dem Höhepunkt seiner Laufbahn von 1829 bis 1831 nur zwei Opern pro Jahr schrieb, und danach noch weniger, war seinerzeit in Italien die absolute Ausnahme.
Auffällig ist die große Fantasie, mit der Donizetti den traditionellen italienischen Formenkanon behandelt – später auch der Umgang mit französischen Formmodellen –, mit dem Ziel einer effektvollen dramatischen Gestaltung, was zum Teil zum Verschwimmen von Deklamation und Arie, oder zu einer Mischung verschiedener Formen, führt – besonders auffällig in den bekannten Wahnsinnsszenen (u. a. Anna Bolena, Lucia di Lammermoor).

Von seinen Zeitgenossen wurde er schon früh für seine überzeugende und einfallsreiche Gestaltung von Ensembles bewundert, bei denen die einzelnen Stimmen je nach Gefühlslage völlig unterschiedlich behandelt werden. Beispiele dafür sind das Septett Oh colpo! Io fui tradito in Akt II von La Zingara (1822), das Terzett am Ende von Akt I in L’esule di Roma (1828), und das heute noch berühmte Sextett Chi mi frena in tal momento in Akt II von Lucia di Lammermoor (1835).
Bekannt ist auch seine Fähigkeit zu scheinbar populärer Melodiebildung, besonders bei Chören (z. B. das Gebet im Finale von Maria Stuarda), ähnlich wie dies später auch Verdi gelang. Die Orchestrierung und Harmonik wurde immer weiter verfeinert, was besonders in seinem Spätwerk auffällt, als er sich dem französischen und Wiener Geschmack anzupassen versuchte. Des Weiteren fällt auf, dass Donizetti seinen einzelnen Opern häufig eine besondere Farbe (tinta) zu geben verstand, zuweilen auch eine couleur locale, wie dies ebenfalls von Verdi bekannt ist. Man vergleiche nur die eher dunkle, romantische Stimmung von Lucia di Lammermoor (1835) mit dem nachfolgenden, feierlich klassizistisch angehauchten Belisario (1836), oder die „asketische“ Partitur von La favorite (1840) mit der viel extravertierteren, oft ekstatischen Maria Padilla (1841).
Schließlich bleibt noch anzumerken, dass Donizetti über die normale Zusammenarbeit eines Komponisten mit einem Librettisten hinaus in der Lage war selber aktiv an den Libretti mitzuwirken. Das gilt besonders für komische Opern: So gilt er mindestens als Coautor des Librettos für Don Pasquale und schrieb die Libretti zu den Farse Le convenienze teatrali (1828), Il campanello und Betly  (beide 1836) selber.

### Andere Werke
Die Opern nehmen einen so zentralen Platz in Donizettis Schaffen ein, dass Alles andere scheinbar nebensächlich erscheint. Sein geistliches Werk wird so gut wie nicht beachtet, mit Ausnahme des Requiems in d-Moll für Bellini (1835), von dem einige gute Aufnahmen existieren und das als bedeutender Vorgänger von Verdis viel berühmterem Requiem gelten kann. Dieses Werk ist dramatisch ohne opernhaft zu wirken und zugleich von intensiver Innigkeit und religiöser Tiefe. Auch andere Werke aus Donizettis geistlichem Schaffen gehören sicher zum Besten, was auf diesem Gebiet im 19. Jahrhundert geschrieben wurde, besonders die „späten“ Werke wie das kaum bekannte Miserere in g-Moll in der zweiten Fassung von 1843, welches das genannte Requiem an profunder Innigkeit und Zartheit noch übertrifft, oder das Ave Maria für Sopran, Chor und Streicher, das er 1842 dem Kaiser überreichte.
Das kammermusikalische Werk für Gesang und Klavier ist sehr umfangreich und enthält manche Perlen, von regelrechten Opernszenen (mit Koloraturen) im intimen Format bis zu scheinbar einfachen Canzonen in Strophenform. Manche sind gesangstechnisch anspruchsvoll und von großartiger Wirkung, wenn sie in einer gesanglich nuancierten, farbenreichen Interpretation dargeboten werden. Zu den bekanntesten gehören La zingara, Il barcaiolo, La gondola, A mezzanotte, Amore e morte, La ninna nanna, Il pescatore, und Ah, rammenta, o bella Irene. Die berühmte neapolitanische Canzone Te voglio bene assaje wird häufig Donizetti zugeschrieben.
Auch das reine Instrumentalwerk ist kaum bekannt, abgesehen von dem ganz frühen Concertino in G für Englischhorn und Orchester (1817), das als Bereicherung des eher schmalen Solo-Repertoires für dieses Instrument gelten kann. Mehr Beachtung würden die Streichquartette verdienen, die, abgesehen vielleicht von den allerersten, keineswegs als bloße „Kompositionsübung“ anzusehen sind.

## Werkliste

### Opern
Die genaue Zahl von Donizettis Opern kann in den Quellen variieren, je nachdem, ob auch Revisionen oder unvollendete Werke mitgezählt werden. Der Donizetti-Biograf William Ashbrook spricht im Grove von 65 vollendeten Opern („65 completed operas“), während Robert Steiner-Isenmann 71 Opern zählt. Davon sind eine Reihe von Frühwerken, z. B. Olimpiade (1817) oder L’ira d’Achille (1817), verloren gegangen.
Was im Einzelfall unter einer „Revision“ zu verstehen ist, ist ganz verschieden und reicht von ein oder zwei neuen Arien oder Duetten für eine bestimmte Sängerin oder einen Sänger (z. B. für Pariser Aufführungen von Linda di Chamounix oder Lucrezia Borgia), bis zu der völlig überarbeiteten und ergänzten Partitur von Poliuto, der zwar zu ca. 80 % in Les martyrs aufging, wobei aber vieles umgestellt wurde. In manchen Fällen musste der Komponist eine ganze Partie an eine andere Stimmlage anpassen, z. B. die ursprüngliche Sopran-Titelrolle der Maria Stuarda (1834) für die Mailänder Aufführungen mit dem Mezzosopran Maria Malibran (1835). Die zweite Version von Gabriella di Vergy (1838) ist bis auf zwei oder drei kleine Nummern als völlig neue Oper anzusehen.
Eine lückenlose Aufführungstradition seit der Uraufführung besteht bei L’elisir d’amore (1832), Lucia di Lammermoor (1835), La fille du régiment (1840) und Don Pasquale (1843). Auch Poliuto, Lucrezia Borgia und La favorite erlebten zu Beginn des 20. Jahrhunderts noch vereinzelte Produktionen. Einige Opern Donizettis hatten von Anfang an keinen Erfolg, andere wurden einige Jahrzehnte lang regelmäßig gespielt und waren sogar populär, gerieten aber ab Mitte oder Ende des 19. Jahrhunderts in Vergessenheit. Erst ab etwa 1950 wurden im Zuge der Belcanto-Renaissance, und besonders durch den Einsatz einiger außergewöhnlicher Sängerinnen wie Maria Callas, Joan Sutherland, Montserrat Caballé und Edita Gruberova, sowie des Donizetti-Festivals in Bergamo eine Reihe von Donizetti-Opern wiederentdeckt, von denen sich einige seither relativ regelmäßig in den Spielplänen der Opernhäuser wiederfinden, dazu gehören vor allem die sog. Tudor-Opern Anna Bolena, Maria Stuarda und Roberto Devereux, die späte Semiseria Linda di Chamounix sowie die Opernsatire Le convenienze ed inconvenienze teatrali (oder Viva la Mamma!). Obwohl durchaus nicht alle Opern Donizettis von gleicher Qualität sind, ist jedoch zu betonen, dass einige der heute kaum oder nicht gespielten Opern wesentlich mehr Beachtung verdienen würden, unter anderem die tragische Parisina, die als Donizettis eigene Lieblingsoper gilt, oder die romantische Farsa Betly. Seit den 1980er-Jahren liegen aber von fast allen Tonaufzeichnungen vor, auch von den selten gespielten Opern; besonders um Donizetti verdient gemacht hat sich auch das britische Musiklabel Opera Rara.

#### Frühphase

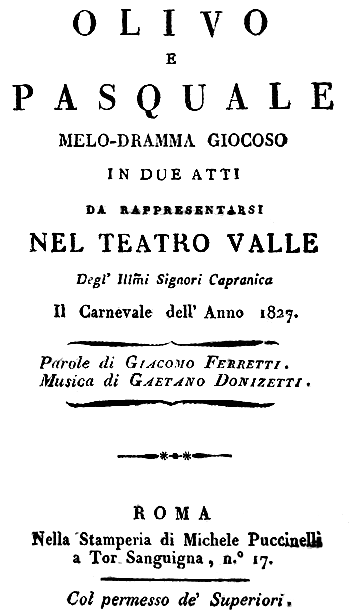
Titelblatt des Librettos zu Olivo e Pasquale, Rom 1827

- Il Pigmalione (entstanden 1816; Uraufführung 13. Oktober 1960, Teatro Donizetti, Bergamo)
- L’ira di Achille (Fragment von 1817, vermutlich nie aufgeführt)
- Enrico di Borgogna (14. November 1818, Teatro San Luca, Venedig)
- Una follia (17. Dezember 1818, Teatro San Luca, Venedig; verschollen)
- Le nozze in villa (1821, Teatro Vecchio, Mantua)
- Il falegname di Livonia, ossia Pietro il Grande, kzar della Russie (26. Dezember 1819, Teatro San Samuele, Venedig)
- Zoraida di Granata (28. Januar 1822, Teatro Argentino, Rom)
- La zingara (12. Mai 1822, Teatro Nuovo, Neapel)
- La lettera anonima (29. Juni 1822, Teatro del Fondo, Neapel)
- Chiara e Serafina, ossia I pirati (26. Oktober 1822, Teatro alla Scala, Mailand)
- Alfredo il Grande (2. Juli 1823, Teatro San Carlo, Neapel)
- Il fortunato inganno (3. September 1823, Teatro Nuovo, Neapel)
  - Zoraida di Granata, revidierte Fassung (7. Januar 1824, Teatro Argentino, Rom)
- L’ajo nell’imbarazzo (4. Februar 1824, Teatro Valle, Rom)
- Emilia di Liverpool (28. Juli 1824, Teatro Nuovo, Neapel)
- Alahor in Granata (7. Januar 1826, Teatro Carolino, Palermo)
  - Don Gregorio, revidierte Fassung von L’ajo nell’imbarazzo (11. Juni 1826, Teatro Nuovo, Neapel)
- Elvida (6. Juli 1826, Teatro San Carlo, Neapel)
- Gabriella di Vergy, erste Fassung (1826; nie aufgeführt)
- Olivo e Pasquale (7. Januar 1827, Teatro Valle, Rom)
  - Olivo e Pasquale, revidierte Fassung (1. September 1827, Teatro Nuovo, Neapel)
- Otto mesi in due ore (13. Mai 1827, Teatro Nuovo, Neapel; Gli esiliati in Siberia)
- Il borgomastro di Saardam (19. August 1827, Teatro del Fondo, Neapel)
- Le convenienze ed inconvenienze teatrali oder Viva la mamma! (21. November 1827, Teatro Nuovo, Neapel)
- L’esule di Roma, ossia Il proscritto (1. Januar 1828, Teatro San Carlo, Neapel)
  - L’eremitaggio di Liverpool, revidierte Fassung von Emilia di Liverpool (8. März 1828, Teatro Nuovo, Neapel)
- Alina, regina di Golconda (12. Mai 1828, Teatro Carlo Felice, Genua)
- Gianni da Calais (2. August 1828, Teatro del Fondo, Neapel)
- Il paria (12. Januar 1829, Teatro San Carlo, Neapel)
- Il giovedì grasso (26. Februar 1829?, Teatro del Fondo, Neapel; Il nuovo Pourceaugnac)
- Il castello di Kenilworth (6. Juli 1829, Teatro San Carlo, Neapel), auch Elisabetta al castello di Kenilworth
  - Alina, regina di Golconda, revidierte Fassung (10. Oktober 1829, Teatro Valle, Rom)
- I pazzi per progetto (6. Februar 1830, Teatro San Carlo, Neapel)

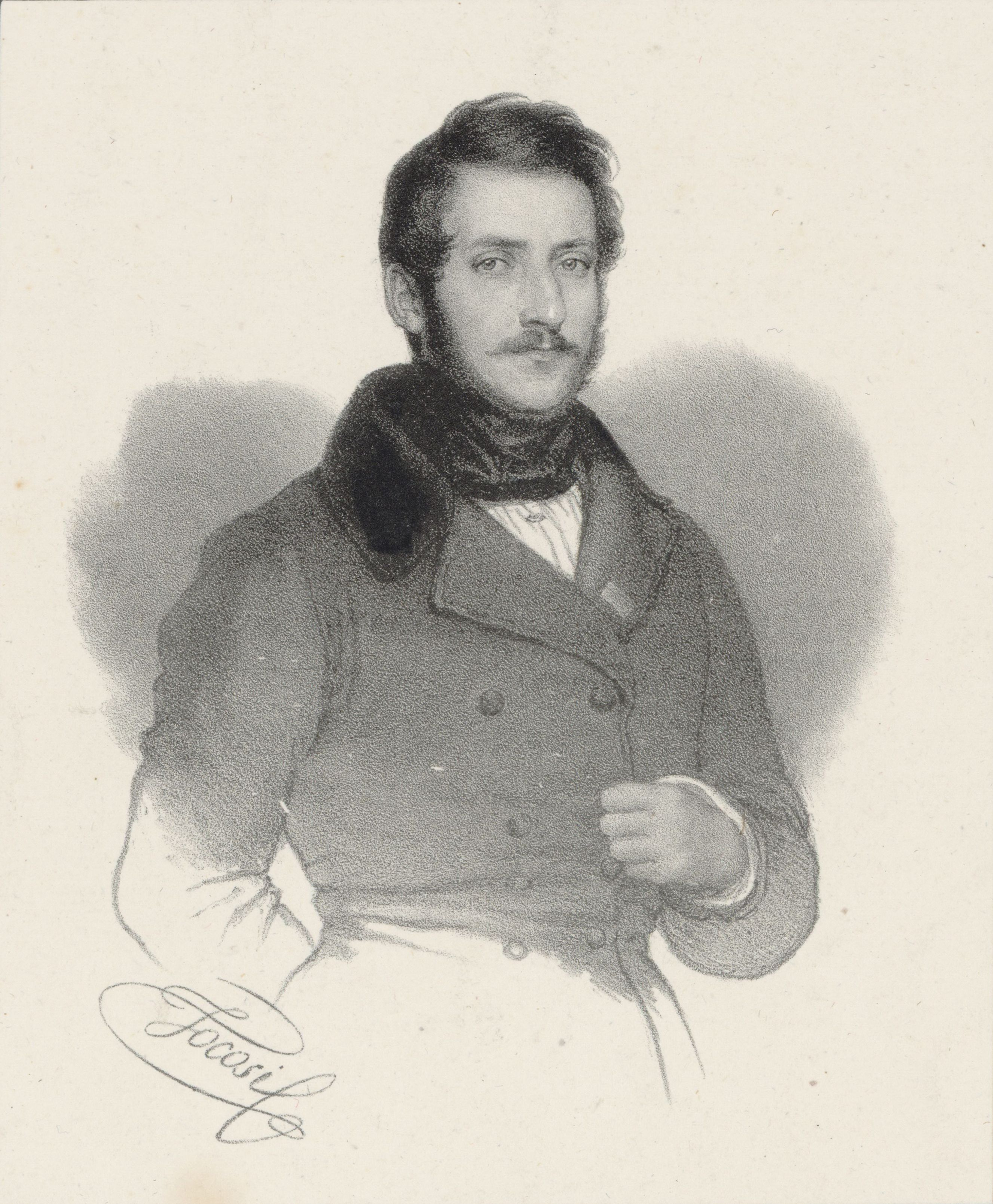
Gaetano Donizetti im Jahr 1830, Lithografie von Roberto Focosi

- Il diluvio universale (6. März 1830, Teatro San Carlo, Neapel)
- Imelda de’ Lambertazzi (5. September 1830, Teatro San Carlo, Neapel)

#### Mittelphase

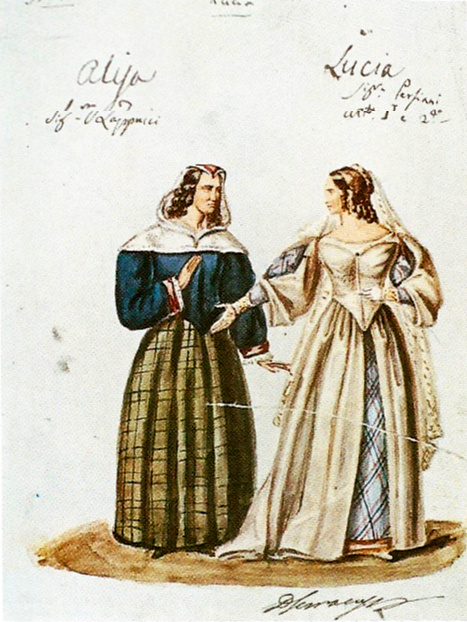
Kostümskizze für Lucia und Alisa in Lucia di Lammermoor, 1835

- Gianni di Parigi (um 1830; 10. September 1839, Teatro alla Scala, Mailand)
- Anna Bolena (26. Dezember 1830, Teatro Carcano, Mailand)
  - Le convenienze ed inconvenienze teatrali oder Viva la mamma!, revidierte Fassung von Le convenienze teatrali (20. April 1831, Teatro della Canobbiana, Mailand)
- Francesca di Foix (30. Mai 1831, Teatro San Carlo, Neapel)
- La romanzesca e l’uomo nero (18. Juni 1831, Teatro del Fondo, Neapel; Libretto verschollen)
- Fausta (12. Januar 1832, Teatro San Carlo, Neapel)
- Ugo, conte di Parigi (13. März 1832, Teatro alla Scala, Mailand)
- L’elisir d’amore (12. Mai 1832, Teatro Canobbiana, Mailand)
- Sancia di Castiglia (4. November 1832, Teatro San Carlo, Neapel)
- Il furioso all’isola di San Domingo (2. Januar 1833, Teatro Valle, Rom)
  - Otto mesi in due ore, revidierte Fassung (1833, Livorno)
- Parisina (17. März 1833, Teatro della Pergola, Florenz)
- Torquato Tasso (9. September 1833, Teatro Valle, Rom)
- Lucrezia Borgia (26. Dezember 1833, Teatro alla Scala, Mailand)
  - Il diluvio universale, revidierte Fassung (17. Januar 1834, Teatro Carlo Felice, Genua)
- Dalinda (14. Mai 2023), Konzerthaus Berlin, Berlin
- Rosmonda d’Inghilterra (27. Februar 1834, Teatro della Pergola, Florenz)
- Buondelmonte (18. Oktober 1834, Teatro San Carlo, Neapel – zuerst aufgeführte, aus Zensurgründen revidierte Fassung von Maria Stuarda)
- Gemma di Vergy (26. Oktober 1834, Teatro alla Scala, Mailand)
  - Maria Stuarda (30. Dezember 1835, Teatro alla Scala, Mailand, ursprüngliche Fassung)
- Marin Faliero (12. März 1835, Théâtre-Italien, Paris)
- Lucia di Lammermoor (26. September 1835, Teatro San Carlo, Neapel)

#### Spätphase

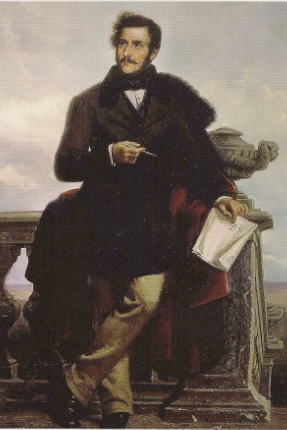
Postumes Gemälde von Ponziano Loverini, um 1879

- Belisario (4. Februar 1836, Teatro La Fenice, Venedig)
- Il campanello di notte (1. Juni 1836, Teatro Nuovo, Neapel)
- Betly ossia La capanna svizzera (21. August 1836, Teatro Nuovo, Neapel) nach der Oper Le Chalet von Adolphe Adam
- L’assedio di Calais (19. November 1836, Teatro San Carlo, Neapel)
- Pia de’ Tolomei (18. Februar 1837, Teatro Apollo, Venedig)
  - Pia de’ Tolomei, revidierte Fassung (31. Juli 1837, Sinigaglia)
  - Betly, revidierte Fassung (29. September 1837, Teatro del Fondo, Neapel)
- Roberto Devereux ossia Il Conte di Essex (29. Oktober 1837, Teatro San Carlo, Neapel)
- Maria de Rudenz (30. Januar 1838, Teatro La Fenice, Venedig)
- Gabriella di Vergy, zweite Fassung (1838; posthum 1978 in Belfast uraufgeführt und auf Schallplatte aufgenommen)
- Poliuto (1838; 30. November 1848, Teatro San Carlo, Neapel)
  - Pia de’ Tolomei, zweite revidierte Fassung (30. September 1838, Teatro San Carlo, Neapel)
  - Lucie de Lammermoor, revidierte Fassung (6. August 1839, Théâtre de la Renaissance, Paris)
- Le duc d’Albe (unvollendet, entstanden 1839; Uraufführung 22. März 1882, Teatro Apollo, Rom, als Il duca d’Alba)
  - Lucrezia Borgia, revidierte Fassung (11. Januar 1840, Teatro alla Scala, Mailand)
  - Les martyrs, revidierte Fassung von Poliuto (10. April 1840, Opéra, Paris)
- La fille du régiment (11. Februar 1840, Opéra-Comique, Paris)
- L’ange de Nisida (1839)
  - Elisabetta (1853, durch Uranio Fontana bearbeitete Fassung von Otto mesi in due ore; 16. Dezember 1997, Royal Albert Hall, London)
  - Lucrezia Borgia, zweite revidierte Fassung (31. Oktober 1840, Théâtre-Italien, Paris)
  - La favorite, revidierte Fassung von L’ange de Nisida (2. Dezember 1840, Opéra, Paris)
- Adelia (11. Februar 1841, Teatro Apollo, Rom)
- Rita, ou Le mari battu (1841; 7. Mai 1860, Opéra-Comique, Paris; Deux hommes et une femme)
- Maria Padilla (26. Dezember 1841, Teatro alla Scala, Mailand)
- Linda di Chamounix (19. Mai 1842, Kärntnertortheater, Wien)
  - Linda di Chamounix, revidierte Fassung (17. November 1842, Théâtre-Italien, Paris)
- Caterina Cornaro (12. Januar 1844, Teatro San Carlo, Neapel)
- Don Pasquale (3. Januar 1843, Théâtre-Italien, Paris)
- Maria di Rohan (5. Juni 1843, Kärntnertortheater, Wien)
- Dom Sébastien (13. November 1843, Opéra, Paris)
  - Maria di Rohan, revidierte Fassung (14. November 1843, Théâtre-Italien, Paris)
  - Dom Sébastien, revidierte Fassung (6. Februar 1845, Kärntnertortheater, Wien)
  - Caterina Cornaro, revidierte Fassung (2. Februar 1845, Teatro Regio, Parma)

### Geistliche Musik (Auswahl)
- Messa a tre voci a cappella (1819)
- L’assunzione di Maria Vergine, ossia Gli apostoli al sepolcro della Medesima, Kantate für Soli, Chor und Orchester (1822)
- Messa di Requiem (ohne Sanctus-Benedictus und Agnus Dei), d-Moll, für Soli, Chor und Orchester, zum Tode von Vincenzo Bellini (1835)
- Messa da Requiem per voci e orchestra, zum Tode von Niccolò Zingarelli (1837)
- Messa da Requiem per voci e orchestra, für die Exequien des Abtes Fazzini (1837)
- Messa di Gloria e Credo, c-Moll, für Soli, Chor und Orchester (1837)
- Oratorio sacro (Acireale, Juli 1841),
- Le sette chiese, azione sacra (Rom, Oratorio di San Filippo Neri, 1842)
- Gloria al Dio de’ nostri padri, cantata religiosa, für Bass solo, Chor und Orchester
- Ave Maria (fatto per la Cappella I. R. dedicata a S. M. Ferdinando I’imperatore d’Austria), Offertorio in F-Dur, für Sopran, Chor und Streichorchester (Wien, Mai 1842)
- Miserere, d-Moll, für Soli, Chor, Streicher und Orgel, 1843
- Domine, Dominus noster (...posto in musica per la Cappella di S.M. I’imperatore e re Ferdinando Primo ...), Des-Dur, Offertorio für Bass und Orchester, Wien 1845 (vermutl. letzte Komposition)

### Weltliche Kantaten (Auswahl)
- Il ritorno di primavera, Cantata für 3 Stimmen und Orchester (April 1818)
- Teresa e Gianfaldoni (gewidmet Maria Luisa Infantin von Spanien und Herzogin von Lucca), Cantata für 2 Stimmen, 1821 (Rom 1821)
- Questo è il suolo, l’aura è questa (zur Geburt von Maria Carolina Augusta, Tochter von Leopoldo Fürst von Salerno), Cantata für 2 Soprane und Pianoforte (April 1822)
- La fuga di Tisbe (gewidmet der Marchesa Sofia de’ Medici di Marignano), Cantata für Sopran und Pianoforte (15. Oktober 1824)
- Saffo (gewidmet Virginia Vasselli), Cantata für Stimme, Chor und Orchester (ca. 1828)
- Dalla Francia un saluto t’invia (zu Ehren von Giovanni Simone Mayr zu dessen 78. Geburtstag), Cantata für Soli, Männerchor und Orchester (Mai 1841)
- zahlreiche weitere Kompositionen für Gesang und Orchester

### Kammermusik mit Gesang
Mehr als 270 Werke mit Klavierbegleitung, darunter Arien, Arietten, „Melodie“, Romanzen, Canzoni, Canzonetten in Italienisch und im neapolitanischen Dialekt, „Mélodies“ in französischer Sprache, außerdem Duette, Terzette und Barcarolen, darunter die Sammlungen:
- Tre canzonette per soprano (Rom, 1823 oder 1824)
- Collezione di canzonette, 9 Stücke (Neapel)
- Donizetti per camera. Raccolta di ariette e duettini, 12 Stücke (Neapel)
- Nuits d'été à Pausillipe. Six ariettes et six nocturnes (Neapel und Paris, 1836)
- Soirées d'automne à l'Infrascata. Album lyrique mis en musique pour faire suite aux Nuits d'été à Pausillipe, 6 Stücke (Neapel, 1837)
- Un hiver à Paris, ou Réveries napolitaines. Nouvel album lyrique., 7 Stücke (Neapel und Paris, 1839)
- Matinée musicale, dédiée à S. M. la reine Victoire d’Angleterre, 10 Stücke (Neapel und Mailand, 1841 oder 1842)
- Inspirations viennoises. Nouvel album..., 7 Stücke auf Texte von C. Guatta (Neapel und Wien)
- Dernières glânes musicales, 10 Stücke (Neapel)
- Raccolta di canzonette e duettini, 8 Stücke (Mailand)
- Fiori di sepolcro. Melodie postume, 9 Stücke (Neapel)

### Instrumentalmusik
- Sinfonia concertata in D-Dur (17. September 1816)
- Concerto in G-Dur für Englischhorn und Orchester (1816)
- Concerto con tema variato in Es-Dur für Klarinette
- Concerto für Violine und Violoncello
- 18 Streichquartette

Außerdem zahlreiche weitere Kammermusikwerke, Stücke für Klavier zu 2 und 4 Händen und didaktische Werke.

## Ehrungen

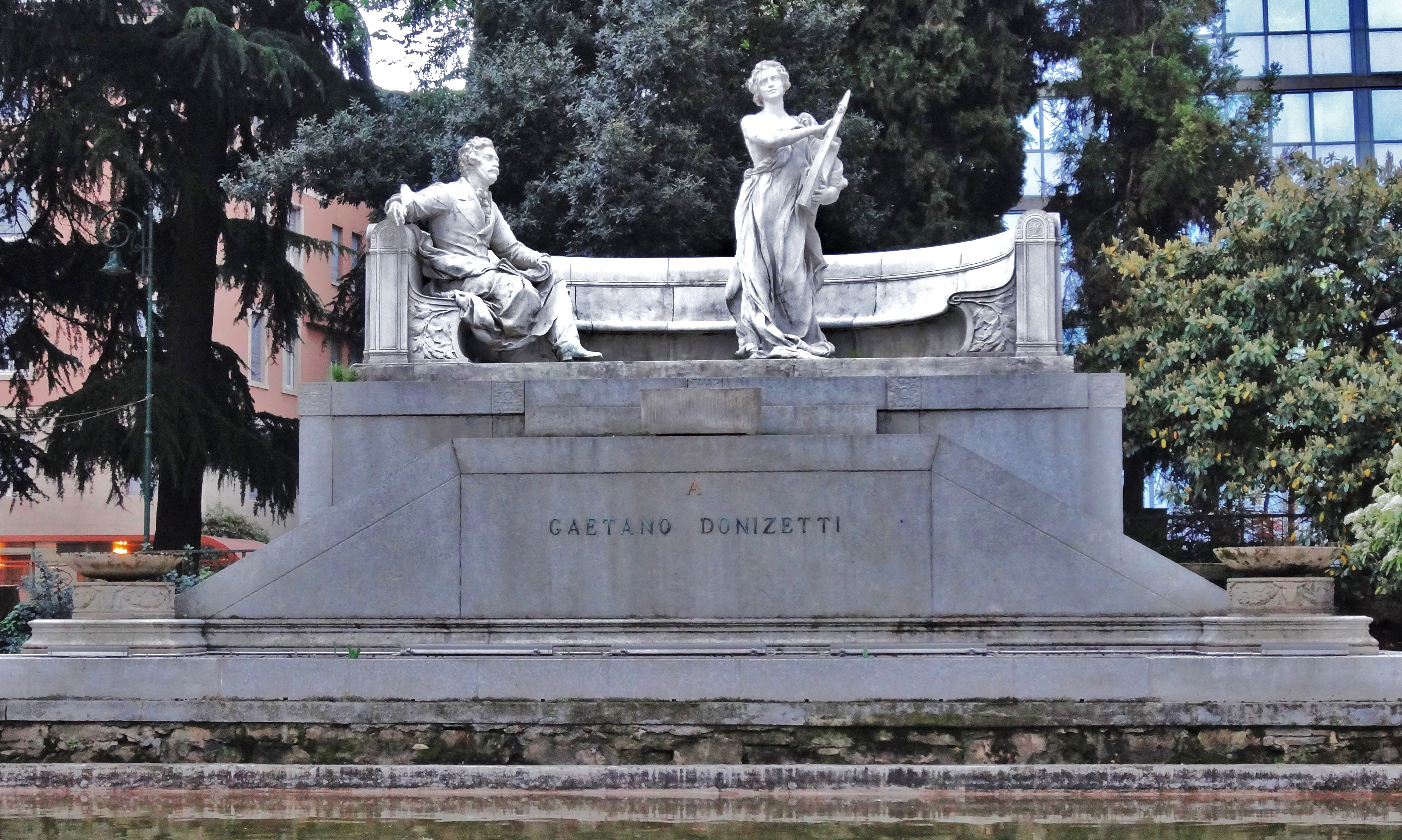
Das Donizetti-Denkmal in Bergamo

- Ernennung zum Chevalier der Légion d’honneur, 1835[128]
- Ernennung zum Cavaliere dell’Ordine di San Silvestro (Silvesterorden) durch Papst Gregor XVI., 1841–42[4]
- korrespondierendes Mitglied der Académie des beaux-arts, 1842[4]
- Das Teatro Riccardi, das Opernhaus von Bergamo, wurde 1897, zum hundertsten Geburtstag des Komponisten, in Teatro Donizetti umgetauft, wie es bis heute heißt.[129]
- Im selben Jahr 1897 wurde neben dem Teatro Donizetti in Bergamo (auf dem heutigen Largo Gianandrea Gavazzeni) das marmorne Donizetti-Denkmal von Francesco Jerace aufgestellt.[130][131][132]
- Das Conservatorio Gaetano Donizetti der Stadt Bergamo steht in der Nachfolge der Lezioni Caritatevoli, wo Donizetti seine erste musikalische Ausbildung erhielt.[133]
- Einige Schiffe wurden nach dem Komponisten benannt:
  - der Dampfer Donizetti, der im Zweiten Weltkrieg am 23. September 1943 südlich von Rhodos im Ägäischen Meer versenkt wurde, „mit 1576 italienischen Militärinternierten an Bord, von denen offenbar niemand gerettet wird“.[134]
  - das 1951 von Cantieri Riuniti dell’Adriatico, Triest, gebaute Schiff Donizetti, das bis 1976 in Dienst war.[135]
- Donizetti hatte einen Stern auf der im Jahr 2000 eröffneten Wiener Musikmeile (oder „Walk of Fame“); sein Stern befand sich ganz in der Nähe vom Stephansdom an der Kärntner Straße. Der Stern wurde jedoch zusammen mit etwa 40 anderen beim Umbau der Straße 2009 entfernt.[136]

## Noten
- Pieter Minden (Hrsg.): Gaetano Donizetti (1797–1848): Scarsa Mercè Saranno. Duett für Alt und Tenor mit Klavierbegleitung. Mit dem Faksimile des Autographs von 1815 (Partitur). Noûs-Verlag, Tübingen 1999. 18 S., [13] Bl., ISBN 3-924249-25-3. (Eine der frühesten Kompositionen des 17-jährigen Donizetti, die bislang unbekannt war und deren eigenhändige Handschrift über das Antiquariat Heck verkauft wurde. Es handelt sich um ein Liebesduett zwischen Caesar und Kleopatra. Text italienisch mit beigefügter deutscher Übersetzung.)

## Literatur

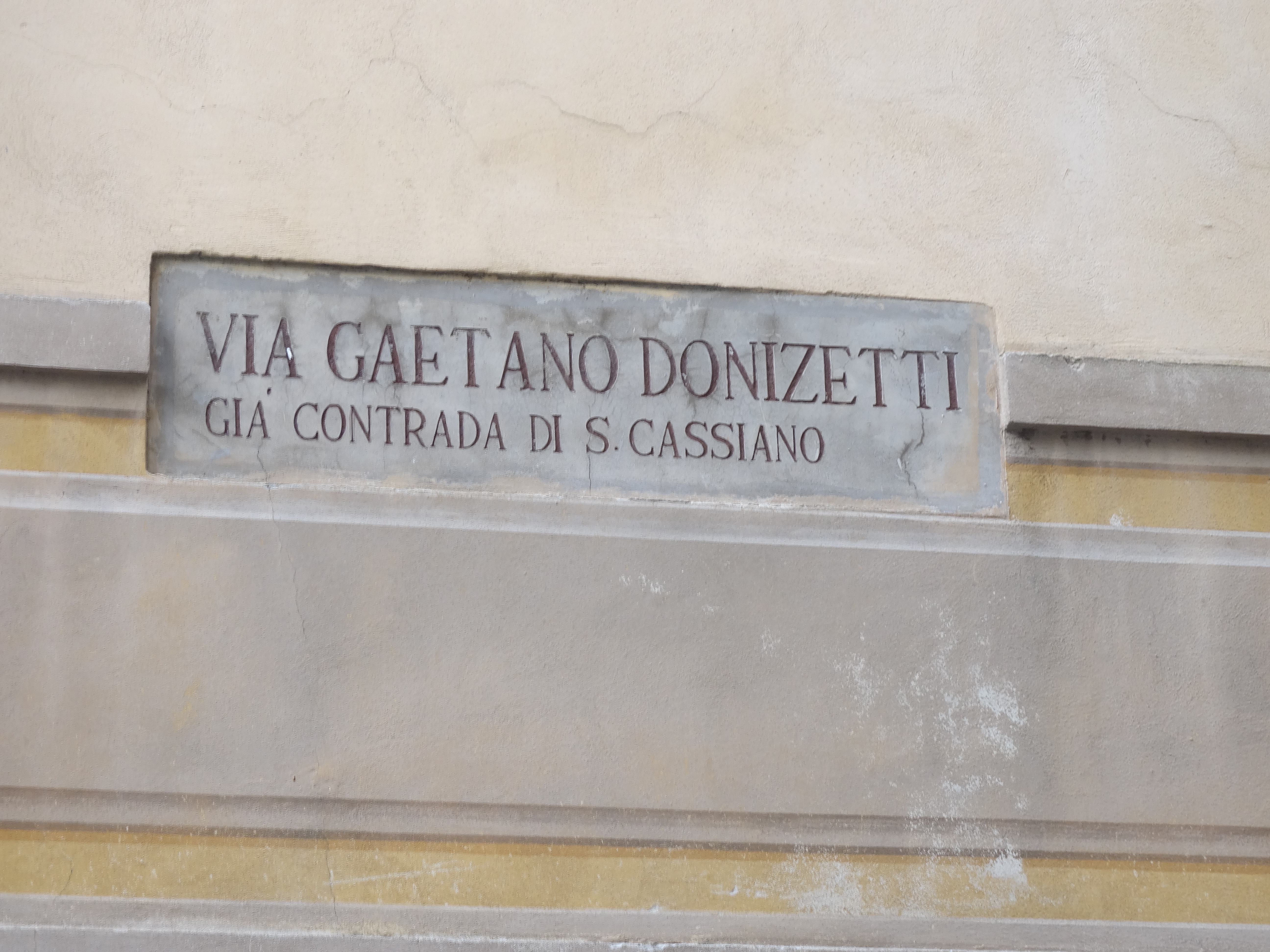
Via Donizetti in der Altstadt Bergamos

### Lexikon-Artikel
- William Ashbrook, John Black & Julian Budden: Donizetti, (Domenico) Gaetano (Maria), in: Grove Music online, urspr. 1992, online: 2002 (doi:10.1093/gmo/9781561592630.article.O005494)
- Annalisa Bini: Donizetti, Gaetano. In: Ludwig Finscher (Hrsg.): Die Musik in Geschichte und Gegenwart. Zweite Ausgabe, Personenteil, Band 5 (Covell – Dzurov). Bärenreiter/Metzler, Kassel u. a. 2001, ISBN 3-7618-1115-2 (Online-Ausgabe, für Vollzugriff Abonnement erforderlich)
- Raoul Meloncelli: Donizetti, Gaetano. In: Fiorella Bartoccini (Hrsg.): Dizionario Biografico degli Italiani (DBI). Band 41: Donaggio–Dugnani. Istituto della Enciclopedia Italiana, Rom 1992.
- Mary Ann Smart & Julian Budden:  Donizetti, (Domenico) Gaetano (Maria). in: Grove Music online, 2001 (doi:10.1093/gmo/9781561592630.article.51832)
- Constantin von Wurzbach: Donizetti, Gaetano. In: Biographisches Lexikon des Kaiserthums Oesterreich. 3. Theil. Verlag der typogr.-literar.-artist. Anstalt (L. C. Zamarski, C. Dittmarsch & Comp.), Wien 1858, S. 359–365 (Digitalisat).

### Andere Literatur
- John Stewart Allitt: Donizetti – in the light of romanticism and the teaching of Johann Simon Mayr. Element Books, Shaftesbury (Dorset, UK) 1991, ISBN 1-85230-299-2.
- William Ashbrook: Donizetti and his Operas. Cambridge University Press, Cambridge 1982, ISBN 0-521-27663-2.
- William Ashbrook: Donizetti – La vita. Turin 1986, ISBN 88-7063-041-2.
- William Ashbrook: Donizetti – Le opere. Turin 1987, ISBN 88-7063-047-1.
- Philipp Gosset u. a.: Meister der italienischen Oper (Rossini, Donizetti, Bellini, Verdi, Puccini). Metzler, Stuttgart/Weimar 1993, ISBN 3-476-00928-9.
- Maximilian Hohenegger: Kritische Bemerkungen zu Werk und Krankheit von Gaetano Donizetti. In: Leopold M. Kantner: Donizetti in Wien (Musikwissenschaftliches Symposion, 17.–18. Oktober 1997). Kongreßbericht, herausgegeben im Auftrag der Wiener Donizetti-Gesellschaft, Edition Praesens, Wien, 1998, S. 93–113
- Michael Jahn (Hrsg.): Donizetti und seine Zeit in Wien (= Schriften zur Wiener Operngeschichte, Band 8). Verlag der Apfel, Wien 2010, ISBN 978-3-85450-310-1.
- Marcello Sorce Keller: Gaetano Donizetti: un bergamasco compositore di canzoni napoletane. In: Studi Donizettiani. III (1978), S. 100–107.
- Marcello Sorce Keller: Io te voglio bene assaje: a Famous Neapolitan Song Traditionally Attributed to Gaetano Donizetti. In: The Music Review. XLV. 198, Nr. 3–4, S. 251–264. Auch veröffentlicht als: Io te voglio bene assaje: una famosa canzone napoletana tradizionalmente attribuita a Gaetano Donizetti. In: La Nuova Rivista Musicale Italiana. 1985, Nr. 4, S. 642–653.
- Robert Steiner-Isenmann: Gaetano Donizetti. Sein Leben und seine Opern. Hallwag, Bern 1982, ISBN 3-444-10272-0.
- Michael Walter: Kompositorischer Arbeitsprozeß und Werkcharakter bei Donizetti. In: Studi Musicali. XXVI, 1997, S. 445–518.
- Herbert Weinstock: Donizetti and the World of Opera in Italy, Paris and Vienna in the First Half of the Nineteenth Century. Random House, New York 1963, ISBN 0-394-42237-6. Deutsch: Donizetti. Aus dem Englischen übersetzt von Kurt Michaelis, mit über 100 Abbildungen. Edition Kunzelmann, Adliswil/Schweiz 1983, ISBN 3-85662-011-7.